# George Harrison
George Harrison MBE (25 tháng 2 năm 1943 – 29 tháng 11 năm 2001) là một nam nhạc công, ca sĩ kiêm sáng tác nhạc, nhà sản xuất phim và thu âm người Anh, tay guitar chính của ban nhạc The Beatles. Đôi khi được gọi là "Beatle trầm lặng", Harrison đã chấp nhận văn hóa Ấn Độ và giúp mở rộng phạm vi âm nhạc đại chúng thông qua việc kết hợp nhạc cụ Ấn Độ và tâm linh phù hợp với đạo Hindu trong các tác phẩm của The Beatles. Mặc dù phần lớn các bài hát của ban nhạc được viết bởi John Lennon và Paul McCartney, hầu hết các album của The Beatles từ năm 1965 trở đi đều có ít nhất hai sáng tác của Harrison. Các bài hát của ông cho nhóm bao gồm "Taxman", "Within You Without You", "While My Guitar Gently Weeps", "Here Comes the Sun" và "Something".
Những người có ảnh hưởng đến âm nhạc sớm nhất đối với Harrison bao gồm George Formby và Django Reinhardt; Carl Perkins, Chet Atkins và Chuck Berry là những người có ảnh hưởng sau này. Đến năm 1965, ông bắt đầu dẫn dắt The Beatles đến với dòng nhạc folk rock thông qua niềm yêu thích với Bob Dylan và The Byrds, hướng tới âm nhạc cổ điển Ấn Độ qua việc sử dụng sitar trong "Norwegian Wood (This Bird Has Flown)". Là người khởi xướng chương trình Thiền siêu việt của ban nhạc vào năm 1967, sau đó ông đã phát triển mối quan hệ với phong trào Hare Krishna. Sau khi ban nhạc tan rã vào năm 1970, Harrison phát hành album All Things Must Pass, được giới phê bình đánh giá cao và tạo ra đĩa đơn ăn khách nhất của ông, "My Sweet Lord", giới thiệu âm nhạc đặc trưng của ông với tư cách là một nghệ sĩ solo, slide guitar. Ông cũng tổ chức buổi hòa nhạc Concert for Bangladesh năm 1971 với nhạc sĩ Ấn Độ Ravi Shankar, tiền thân của các buổi hòa nhạc cộng đồng sau này như Live Aid. Trong vai trò là một nhà sản xuất phim và âm nhạc, Harrison đã sản xuất các ca khúc của những nghệ sĩ đã ký hợp đồng với hãng thu âm Apple của The Beatles trước khi tự thành lập Dark Horse Records vào năm 1974 và đồng sáng lập HandMade Films vào năm 1978.
Harrison đã phát hành một số đĩa đơn và album bán chạy nhất với tư cách là một nghệ sĩ biểu diễn solo. Năm 1988, ông đồng sáng lập siêu nhóm nhạc Traveling Wilburys. Là một nghệ sĩ thu âm xuất sắc, ông được giới thiệu với tư cách là nghệ sĩ guitar khách mời trong các bài hát của Badfinger, Ronnie Wood và Billy Preston, đồng thời hợp tác với Dylan, Eric Clapton, Ringo Starr và Tom Petty, cùng nhiều người khác. Tạp chí Rolling Stone xếp ông ở vị trí thứ 11 trong danh sách "100 nghệ sĩ guitar vĩ đại nhất mọi thời đại". Ông được vinh danh vào Đại sảnh Danh vọng Rock and Roll hai lần – là thành viên của The Beatles vào năm 1988, và sau đó là nghệ sĩ solo vào năm 2004.
Cuộc hôn nhân đầu tiên của Harrison với người mẫu Pattie Boyd vào năm 1966, kết thúc bằng cuộc ly hôn vào năm 1977. Năm sau đó, ông kết hôn với Olivia Arias, ông có một cậu con trai, Dhani. Harrison qua đời vì ung thư phổi vào năm 2001 ở tuổi 58, hai năm sau khi sống sót sau cuộc tấn công bằng dao của một kẻ đột nhập tại ngôi nhà Friar Park của ông. Hài cốt của ông được hỏa táng và tro được rải theo truyền thống Ấn Độ giáo tại sông Hằng và sông Yamuna ở Ấn Độ. Ông để lại một khối tài sản trị giá gần 100 triệu bảng Anh.

## Cuộc đời và sự nghiệp

### 1943–1957: Những năm đầu tiên

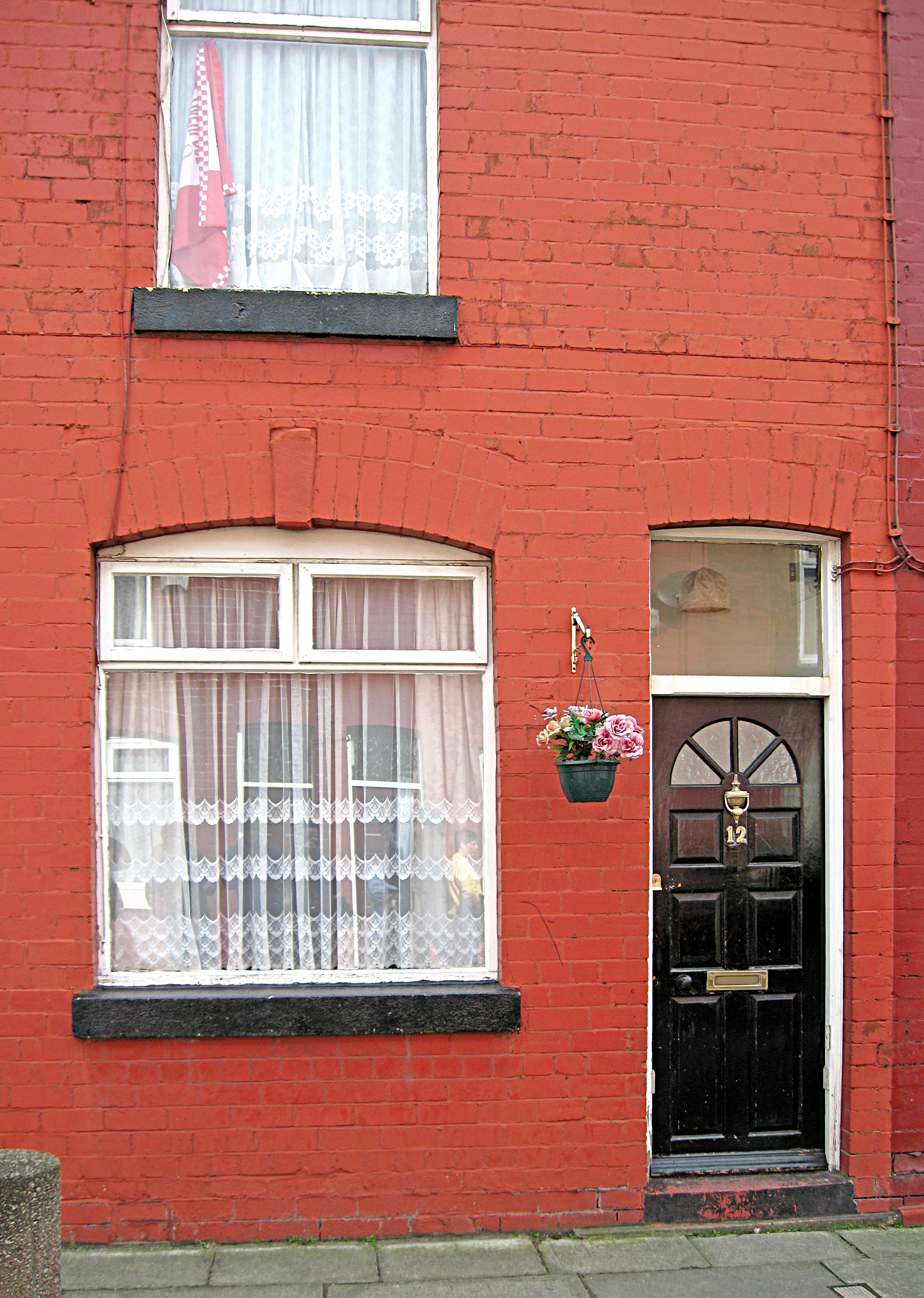
Căn nhà của gia đình Harrison ở địa chỉ 12 Arnold Grove, Liverpool

Harrison sinh ra tại số nhà 12 Arnold Grove ở Wavertree, Liverpool vào ngày 25 tháng 2 năm 1943. Ông là con út của gia đình ông Harold Hargreaves Harrison và bà Louise (nhũ danh French). Cậu có 1 chị gái cũng tên Louise và 2 người anh Harry và Peter. Mẹ cậu là một người bán tạp hóa xuất thân từ một gia đình Công giáo người Ireland, còn cha cậu là một người lái xe bus đôi lúc làm chiêu đãi viên trên tàu của hãng White Star Line. Người vợ tương lai của cậu, Pattie Boyd, đã nói về gia đình Harrison là "những người Liverpool rõ ràng và điển hình". Cũng theo Boyd, mẹ của Harrison là một người rất hiểu con mình: "Tất cả những gì bà ấy muốn là được thấy con mình hạnh phúc, và bà ấy biết rằng trên đời không có thứ gì tốt hơn cho George bằng việc để anh ấy chơi nhạc." Là một người yêu nhạc, Boyd được biết tới nhiều với một chất giọng đặc biệt, cùng với đó là thường xuyên qua chơi nhà Harrison. Khi có bầu với George, bà thường xuyên nghe đài phát thanh qua chương trình Radio India. Cây viết sử Joshua Greene từng viết: "Cứ mỗi sáng chủ nhật, cô ấy lại bắt đầu tìm nghe những âm thanh huyền bí từ tiếng đàn sitar và tabla, với hi vọng rằng tiếng nhạc đẹp kỳ lạ đó sẽ mang tới bình yên và hạnh phúc cho đứa con trong bụng mình."
Harrison sống 6 năm đầu tiên của cuộc đời ở địa chỉ 12 Arnold Groove, Wavertree, Liverpool trong một căn nhà 2 tầng khuất sau một khúc cua hẹp. Căn nhà có khu công trình phụ ở ngoài và chỉ có một phòng duy nhất có lò sưởi than. Tới năm 1949, gia đình được cấp một căn nhà mới tại 25 Upton Green, Speke. Năm 1948, cậu bé Harrison 5 tuổi được đi học ở trường tiểu học Dovedale. Cậu sau đó vượt qua kỳ thi 11-plus và được nhận ở trường nam sinh danh giá của thành phố và theo học ở đó từ năm 1954 tới năm 1959.
Những ảnh hưởng về âm nhạc đầu tiên của Harrison được tới từ những nghệ sĩ như George Formby, Cab Calloway, Django Reinhardt, Hoagy Carmichael, và Big Bill Broonzy. Bước ngoặt xuất hiện vào năm 1956: một lần đạp xe về nhà, cậu có nghe thấy bài "Heartbreak Hotel" của Elvis Presley vang ra từ một căn nhà bên đường, và từ đó cậu dành mọi tâm trí cho nhạc rock 'n' roll. Cậu thường ngồi cuối lớp để có thể vẽ chiếc guitar vào cuốn vở rồi sau đó nói: "Tôi hoàn toàn bị mê hoặc bởi guitar."
Biết được con trai sớm có mối quan tâm tới guitar, năm 1956, cha của George dành tặng con trai một chiếc acoustic Dutch Egmond. Một người bạn của cha cậu đã tới dạy cho Harrison chơi những bài đầu tiên như "Whispering", "Sweet Sue", và "Dinah". Ảnh hưởng bởi Lonnie Donegan, cậu lập ban nhạc nhỏ đầu tiên có tên Rebels với cậu, anh trai Peter và người bạn thân Arthur Kelly. Trong một lần đi xe bus tới trường, Harrison đã gặp Paul McCartney – thành viên mới của nhóm The Quarrymen của John Lennon – và cả hai bắt đầu chia sẻ với nhau tình yêu về âm nhạc của mình.

### 1958–70: The Beatles

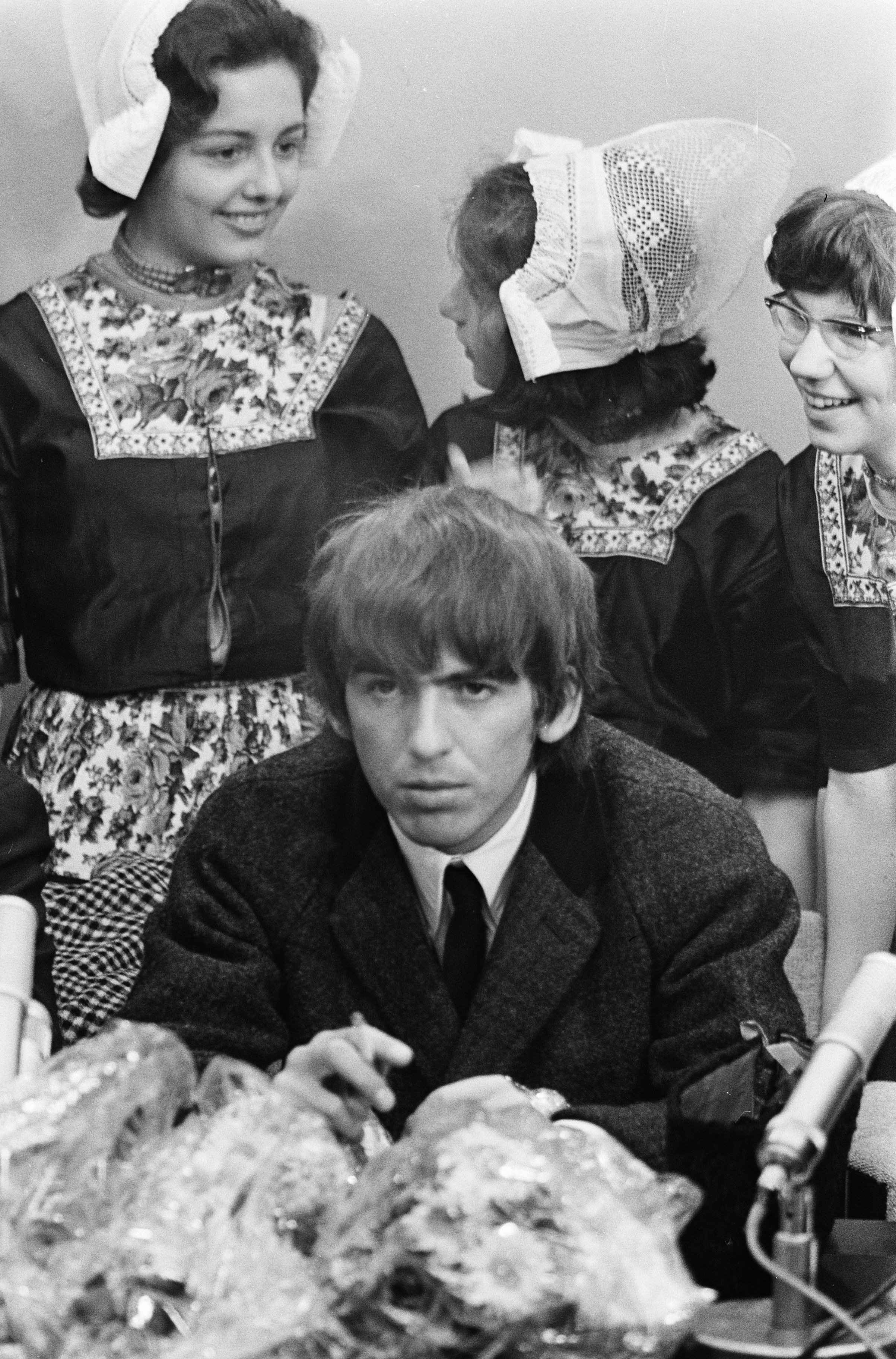
George Harrison trong buổi họp báo tại Sân bay Amsterdam Schiphol, Hà Lan ngày 24 tháng 6 năm 1964

Tháng 3 năm 1958, Harrison có tới gặp The Quarrymen tại quán Morgue Skiffle Club của Rory Storm để chơi thử bài "Guitar Boogie Shuffle", song Lennon cho rằng cậu nhóc 14 tuổi là quá nhỏ để có thể gia nhập nhóm. Tới lần gặp thứ 2 được bố trí bởi McCartney, cậu quyết định chơi lead cho bài "Raunchy" trên tầng nóc của chiếc xe bus. Dần dà cậu kết thân với nhóm và chiếm vị trí chơi guitar ngày một quan trọng hơn, và khi Harrison 15 tuổi, ban nhạc đã tiếp nhận cậu. Cho dù người cha tha thiết con trai tiếp tục con đường học hành, cậu cuối cùng đã xin nghỉ vào năm 16 tuổi sau một thời gian đi thực tập sửa điện tại cửa hiệu tạp hóa Blacklers.
Năm 1960, Allan Williams sắp xếp cho nhóm – lúc đó đã trở thành The Beatles – đi trình diễn tại hộp đêm Kaiserkeller của Bruno Koschmider ở Hamburg. Những bài học về âm nhạc của Harrison có được chính từ những buổi diễn dài hơi cùng The Beatles, ngoài ra còn qua Tony Sheridan khi họ thường chơi nền phía sau; và đó chính là nguồn gốc của các chơi đàn đặc trưng và tính cách ít nói của ông, khiến ông có biệt danh "Beatle trầm lặng". Chuyến đi đầu tiên của ban nhạc ở Hamburg phải kết thúc sớm hơn dự tính khi Harrison bị trục xuất do còn quá nhỏ tuổi để được xuất hiện tại các hộp đêm. Khi Brian Epstein tiếp quản nhóm vào tháng 12 năm 1961, ông liền tiến hành quảng bá ban nhạc và cuối cùng tìm được cho họ hợp đồng thu âm với hãng EMI. Đĩa đơn đầu tay của nhóm "Love Me Do" chỉ có được vị trí thứ 7 tại Record Retailer, song khi album đầu tay của họ Please Please Me được phát hành vào đầu năm 1963, thời kỳ Beatlemania chính thức bắt đầu. Trong album thứ hai của nhóm With the Beatles (1963), Harrison đã có sáng tác tự viết đầu tiên với ca khúc "Don't Bother Me".
Với Rubber Soul (1965), Harrison đã mang âm hưởng của folk rock từ The Byrds và Bob Dylan vào các sáng tác của The Beatles, đặc biệt là việc ông sử dụng nhạc cụ Ấn Độ là chiếc sitar trong ca khúc "Norwegian Wood (This Bird Has Flown)". Sau này, ông có nói Rubber Soul là "album [của The Beatles] mà tôi yêu thích nhất". Album tiếp theo của họ, Revolver (1966), có tận 3 sáng tác của ông là "Taxman", "Love You To" và "I Want to Tell You". Việc chơi chiếc tanpura trong ca khúc "Tomorrow Never Knows" của Lennon là một minh chứng cho sự tìm tòi các nhạc cụ phương Đông của ban nhạc. Chiếc tabla mà The Beatles sử dụng trong "Love You To" có lẽ chính là chiếc chìa khóa đầu tiên giúp họ khai phá âm nhạc Ấn Độ. Theo nhà nghiên cứu âm nhạc David Reck, bài hát đó đã tiên phong trong âm nhạc quần chúng một thứ hình mẫu kinh điển của âm nhạc châu Á được trình bày bởi các nghệ sĩ phương Đông một cách đầy tôn trọng và không một chút châm biếm. Harrison cũng là người đi đầu trong việc mang những nhạc cụ không-phương-Tây khác tới ban nhạc, điển hình là chiếc swarmandal trong "Strawberry Fields Forever".

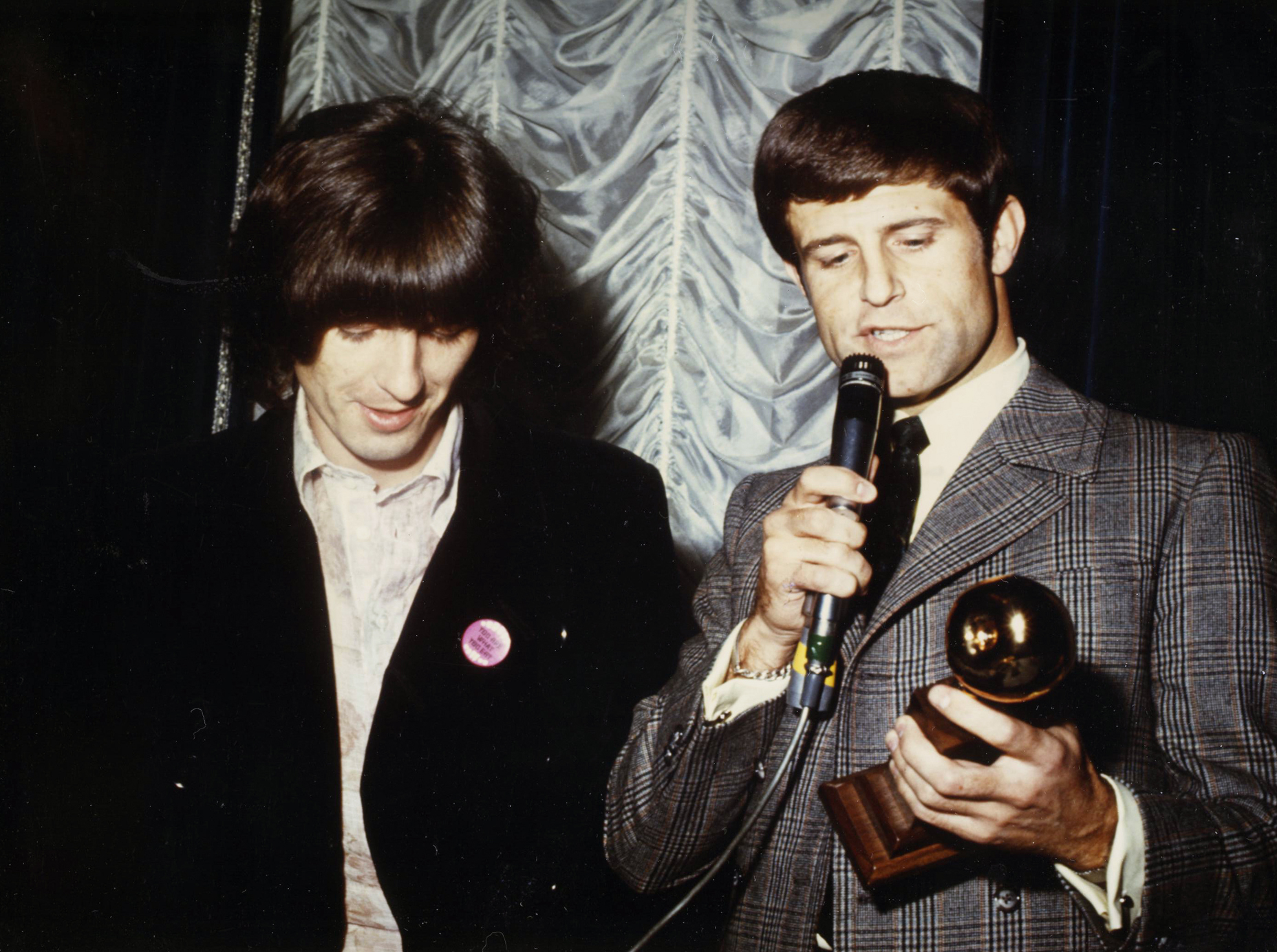
George Harrison (trái) trao giải thưởng Golden Apple Award cho Don Grierson ngày 31 tháng 10 năm 1968

Tới cuối năm 1966, những quan tâm của Harrison đã đưa The Beatles đi xa hơn, minh chứng bằng việc họ đã đưa rất nhiều guru cùng các thiền sư lên bìa album huyền thoại Sgt. Pepper's Lonely Hearts Club Band. Trong album này, ông đã một mình đảm trách sáng tác và trình bày ca khúc mang âm hưởng Ấn Độ "Within You Without You". Ông đã chơi sitar và tambura, trong khi phần bè với esraj, swarmandal và tabla được chơi bởi các nghệ sĩ từ Trung tâm Âm nhạc châu Á của thành phố London. Tới năm 1968, ca khúc "The Inner Light" mà ông viết được thu ở phòng thu của EMI tại Bombay đã được chơi cùng vô số nhạc cụ Ấn Độ: đây cũng là ca khúc đầu tiên của Harrison trở thành đĩa đơn cho The Beatles khi nằm ở mặt B của ca khúc "Lady Madonna". Lấy cảm hứng từ Đạo đức kinh, ca khúc này đề cập nhiều tới Ấn Độ giáo và thiền học, ngoài ra còn mang nhiều tính Karnatak hơn chứ không theo kiểu Hindustani như trong các sáng tác trước đó của ông cùng thể loại này.
Bob Dylan cùng The Band cũng có nhiều ảnh hưởng lớn tới sự nghiệp của Harrison trong The Beatles. Ông thiết lập một tình bạn lớn với Dylan, tự tìm thấy mình trong những công việc chung về âm nhạc cùng The Band và hơn hết được tôn trọng như một thành viên trong nhóm chứ không như với The Beatles khi mà Lennon và McCartney chiếm hầu hết những sáng tác và hoạt động của ban nhạc. Điều đó góp phần dẫn tới tính đối đầu trong các sáng tác của Harrison và làm ngày một lớn lên mong muốn trong ông là được rời khỏi nhóm. Trong quãng thời gian thu âm Album trắng, sự căng thẳng gia tăng, và tay trống Ringo Starr đã bỏ nhóm một thời gian. Với album này, Harrison đã đóng góp ca khúc nổi tiếng "While My Guitar Gently Weeps" (với Eric Clapton chơi lead), ngoài ra còn có "Piggies", "Long, Long, Long" và "Savoy Truffle". Những căng thẳng và đối đầu trong quá trình quay phim và thu âm tại trường quay của hãng Twickenham vào tháng 1 năm 1969 sau này được thâu và chỉnh sửa thành bộ phim Let It Be. Chán nản vì điều kiện làm việc nghèo nàn và thiếu nhiệt tình, cùng với đó là những lời chê bai mà Lennon cũng từng phải nhận lấy khi tham gia với The Beatles và nhất là thái độ trịch thượng từ McCartney, Harrison tuyên bố rời nhóm vào ngày 10 tháng 1, song cuối cùng đồng ý quay trở lại chỉ đúng 20 ngày sau.
Mối quan hệ giữa các thành viên vẫn tiếp tục gặp nhiều vấn đề trong quá trình thực hiện album cuối cùng của họ, Abbey Road. Ấn bản LP này có 2 ca khúc được hâm mộ nhất của Harrison là "Here Comes the Sun" và "Something", trong đó "Something" trở thành đĩa đơn mặt A duy nhất của ông cho ban nhạc, cũng là đĩa đơn đầu tiên của The Beatles đạt vị trí quán quân mà không do Lennon-McCartney sáng tác. Năm 1969, Frank Sinatra hát lại ca khúc này và gọi nó là "ca khúc hay nhất của 50 năm trở lại đây". Lennon đánh giá đây là bài hát hay nhất trong Abbey Road, và thực tế nó đã trở thành ca khúc được hát lại nhiều nhất của The Beatles chỉ sau "Yesterday". Nhà nghiên cứu Peter Lavezzoli viết: "Harrison cuối cùng đã đạt tới trình độ của một người viết nhạc thuần thục... với 2 đóng góp kinh điển trong bản LP cuối cùng của The Beatles."
Tháng 4 năm 1970, khi ca khúc "For You Blue" của Harrison được phát hành nằm trong mặt B của đĩa đơn "The Long and Winding Road" của The Beatles (do McCartney sáng tác), ông đã có trong tay đĩa đơn quán quân thứ 2 trong sự nghiệp. Sự trưởng thành trông thấy của Harrison trong vai trò sáng tác cũng như sự khiên cưỡng của The Beatles trong việc đưa các bài hát của ông vào album của họ rốt cuộc đã giúp ông nắm giữ trong tay một lượng lớn các sáng tác chưa phát hành rất có ích cho sự nghiệp solo sau này. Cho dù việc sáng tác của Harrison ngày một trở nên xuất sắc thì trong mỗi album của nhóm cũng chỉ có một vài ca khúc của ông, và chính điều này đã thúc đẩy việc tan rã của ban nhạc. Ngày 4 tháng 1 năm 1970, Harrison có buổi thu âm cuối cùng cùng The Beatles khi hoàn thiện ca khúc "I Me Mine" cùng Starr và McCartney.

### 1968–87: Sự nghiệp solo

#### Khởi đầu
Trước khi The Beatles chính thức tan rã, Harrison đã có cho mình 2 album nhạc hòa tấu riêng là Wonderwall Music và Electronic Sound. Wonderwall Music là phần nhạc cho bộ phim Wonderwall (1968) pha trộn âm nhạc phương Đông và Ấn Độ, trong khi Electronic Sound lại mang tính experimental hơn với sự góp mặt của máy chỉnh âm Moog. Được ra mắt vào tháng 11 năm 1968, Wonderwall Music trở thành album solo đầu tiên của một Beatle được Apple Records phát hành chính thức dưới dạng LP. Aashish Khan và Shivkumar Sharma là 2 nghệ sĩ Ấn Độ tham gia thực hiện album, trong đó họ đóng góp ca khúc experimental "Dream Scene" trước khi thu âm sáng tác của Lennon, "Revolution 9".
Tới tháng 12 năm 1969, Harrison tham gia tour diễn ngắn vòng quanh châu Âu và Mỹ của ban nhạc Delaney & Bonnie and Friends. Trong quá trình đi diễn cùng Clapton, Bobby Whitlock, tay trống Jim Gordon cùng với Delaney và Bonnie Bramlett, Harrison đã bắt đầu viết nên những dòng đầu tiên của "My Sweet Lord" – ca khúc sau này trở thành đĩa đơn solo đầu tiên của ông. Delaney Bramlett đã học hỏi nhiều từ Harrison cách chơi guitar, và sau này cũng bị ảnh hưởng nhiều bởi âm nhạc của Harrison.

#### All Things Must Pass
Sau nhiều năm bị giới hạn lượng ca khúc đóng góp cho các album của The Beatles, Harrison quyết định cho phát hành album solo All Things Must Pass ngay năm 1970. Đây là một đa album, trong đó có 1 album-kép của Harrison, còn album thứ 3 là tập hợp các bản thu ngẫu hứng của ông cùng những người bạn. Được coi là sản phẩm solo xuất sắc nhất của Harrison, album này dễ dàng chiếm được vị trí quán quân ở cả hai bên bờ Đại Tây Dương. Bản LP này bao gồm ca khúc nổi tiếng "My Sweet Lord", cùng với đó là đĩa đơn "What Is Life". Phil Spector là nhà sản xuất album theo kỹ thuật "Wall of Sound" của riêng ông. Danh sách các nghệ sĩ tham gia có Starr, Clapton, Gary Wright, Preston, Klaus Voormann, toàn bộ nhóm Delaney and Bonnie's Friends cùng với ban nhạc Badfinger. Cây viết Ben Gerson của tờ Rolling Stone miêu tả All Things Must Pass là "một sản phẩm kinh điển của Spector, Wagner và Bruckner; một thứ âm nhạc của những ngọn núi hùng vĩ nhất và của những chân trời rộng lớn nhất." Nhà nghiên cứu âm nhạc Ian Inglis cho rằng phần lời của ca khúc nhan đề là "một sự công nhận tính vô thường trong cuộc sống con người... một kết luận đơn giản và sâu sắc" về ban nhạc cũ của Harrison. Năm 1971, Bright Tunes kiện Harrison việc ca khúc này vi phạm bản quyền do nó có giai điệu gần giống với bản hit năm 1963 "He's So Fine" của ban nhạc The Chiffons. Dù kiên quyết phủ nhận mình ăn cắp ý tưởng, song Harrison cuối cùng vẫn thua kiện vào năm 1976 khi tòa án tuyên bố rằng ông thực tế đã đạo nhạc một cách vô thức.
Năm 2000, khi Apple Records cho ra mắt ấn bản kỷ niệm 30 năm ngày phát hành album, Harrison vẫn tham gia tích cực vào hoạt động quảng bá khi ông trả lời phỏng vấn và nói: "Nó khiến tôi cảm thấy như mình vẫn sống cùng The Beatles. Nó ra đời chỉ ngay sau khi tôi rời nhóm và bắt đầu sự nghiệp riêng... Đó thực sự là một sự kiện hạnh phúc." Ông cũng bình luận về quá trình sản xuất: "Vào thời đó, những nốt nhấn được sử dụng nhiều hơn so với cách tôi thường dùng hiện tại. Nói thực ra là tôi không thường dùng nốt nhấn lắm. Tôi không thích nó... Thực sự là rất khó để có thể quay ngược về hoàn cảnh của 30 năm trước để rồi giải thích bạn muốn gì vào lúc này."'

#### Concert for Bangladesh
Theo lời đề nghị của Ravi Shankar, Harrison tổ chức một buổi hòa nhạc từ thiện, Concert for Bangladesh, vào ngày 1 tháng 8 năm 1971 tại Madison Square Garden ở New York với sự chứng kiến của khoảng 40.000 khán giả. Số tiền mà hoạt động này thu về được sử dụng với mục đích hỗ trợ và chăm sóc những người tị nạn vì cuộc chiến tranh giành độc lập ở Bangladesh. Shankar là người mở màn buổi diễn, tiếp theo đó là những nghệ sĩ khác như Dylan, Clapton, Leon Russell, Badfinger, Preston và Starr.
Ấn bản đa album, Concert for Bangladesh, được Apple Corps phát hành cùng năm, rồi sau đó là bộ phim được ra mắt vào năm 1972. Nhưng những vấn đề về thuế và những chi tiêu bất cập sau đó đã gây ra nhiều vướng mắc trong việc phát hành. Harrison bình luận: "Buổi diễn về cơ bản đã thu hút rất nhiều người quan tâm tới vấn đề này... Số tiền mà chúng tôi quyên góp được chỉ là thứ yếu, để rồi chúng tôi lại dính phải vài rắc rối... nhưng nó vẫn còn rất nhiều... cho dù một phần không nhỏ đã bị đổ xuống sông xuống bể. Điều quan trọng nhất chính là việc chúng tôi đã nói lên được điều mình muốn và góp phần giúp cuộc chiến kết thúc." Buổi diễn này được công nhận như là sự kiện khai sinh ra hàng loạt các chương trình từ thiện sau này, trong đó có cả Live Aid.

#### TừLiving in the Material WorldtớiGeorge Harrison
Living in the Material World (1973) đứng đầu trong vòng 5 tuần tại bảng xếp hạng Billboard, trong đó đĩa đơn "Give Me Love (Give Me Peace on Earth)" cũng có được vị trí quán quân tại Mỹ. Tại Anh, album có được vị trí thứ 2 và tồn tại 12 tuần tại bảng xếp hạng, trong khi đĩa đơn trên vươn lên cao nhất là vị trí số 8. Album được sản xuất cũng như thiết kế vô cùng chỉn chu, thể hiện rõ tín ngưỡng Ấn Độ giáo của Harrison. Theo cây viết Green, album này "bao gồm những sáng tác xuất sắc nhất sự nghiệp của Harrison". Stephen Holden của tạp chí Rolling Stone gọi album này là "vô cùng nổi bật" và "thu hút một cách sâu sắc... độc tôn trong những câu chuyện về niềm tin và sự diệu kỳ trong vầng hào quang của mình". Một vài đánh giá khác nhìn nhận với vẻ thiếu tích cực, cho rằng album còn vụng về, quá phô trương tính mộ đạo mà bỏ qua cảm xúc, và những điều đó có làm cho Harrison đôi chút nản lòng.
Tháng 11 năm 1974, Harrison tổ chức Dark Horse Tour, trở thành cựu Beatle đầu tiên đi lưu diễn tại Bắc Mỹ. Ngoài các khách mời là các nghệ sĩ như Preston, Tom Scott, Willie Weeks, Andy Newmark và Jim Horn, tour diễn cũng sử dụng rất nhiều nhạc cụ Ấn Độ truyền thống cũng như cách tân được trình diễn bởi ban nhạc Ravi Shankar, Family and Friends. Cho dù có được vài đánh giá tích cực, nhìn chung tour diễn là một sự thất bại với nhiều lời chê bai về nội dung, cấu trúc và thời lượng chương trình: vào thời điểm đó, buổi trình diễn trực tiếp có độ dài 2 tiếng rưỡi là quá lớn. Nhiều người hâm mộ không hài lòng về màn trình diễn của Shankar khi họ chỉ mong muốn được xem Harrison biểu diễn, trong khi số khác lại phản đối, như Inglis miêu tả, rằng Harrison giống như đi "giảng đạo". Ngoài ra, anh thậm chí còn khai thác lại nhiều phần lời từ các ca khúc của The Beatles, và nhiều đoạn thay thế bị coi là "sự công kích miễn phí". Mặt khác, chất giọng của anh cũng gây nhiều thất vọng cho người hâm mộ, khiến nhiều người giễu cợt và đọc trệch tên buổi diễn thành "Dark Hoarse". Harrison thực sự bị tổn thương nghiêm trọng vì những phản ứng sau tour diễn tới mức ông chỉ trở lại đi diễn vào những năm 90. Cây viết Robert Rodriguez bình luận: "Nếu như Dark Horse Tour có thể bị coi như là một thất bại ghê gớm thì thực tế có nhiều người hâm mộ lại tỏ ra đồng cảm với những gì đang diễn ra. Họ trở nên hào hứng, có ý thức rằng họ vừa được trải qua một thứ gì có vô cùng ý nghĩa mà có lẽ không bao giờ có thể được lặp lại". Leng thì cho rằng tour diễn là một "đột phá" và "cách mạng trong việc truyền bá âm nhạc Ấn Độ".
Tới tháng 12, Harrison cho phát hành album Dark Horse, sản phẩm khiến anh nhận được ít ý kiến tích cực nhất sự nghiệp. Tờ Rolling Stone nhận xét đây là "một hệ thống các ca khúc không đúng với trình độ, được làm tới ngày chót, làm yếu đuối đi khả năng không thể kể xiết của anh để cho ra mắt "một bản LP mới", thuật lại toàn bộ ban nhạc và cả tour diễn xuyên quốc gia chỉ 3 tuần trước đó." Album cũng có được vị trí số 4 tại Billboard, trong khi đĩa đơn "Dark Horse" có được vị trí thứ 15; song cả hai đều thất bại trong việc chiếm được một vị trí tại Anh.. Nhà phê bình âm nhạc Mikal Gilmore nhận xét album này là "một trong những sản phẩm yêu thích nhất của Harrison – một bản thu nói về những thay đổi và mất mát."
Album cuối cùng của Harrison được EMI và Apple Records sản xuất là một ấn bản nhạc soul có tên Extra Texture (Read All About It) (1975). Tuy nhiên, ông lại coi đây là sản phẩm nhàm chán nhất trong số 3 album mà anh thực hiện kể từ sau All Things Must Pass. Leng nhìn nhận nhiều ca khúc trong album là "cay đắng và thất vọng", trong khi người bạn vong niên Klaus Voormann lại bình luận: "Anh ấy không sẵn sàng cho nó... Đó là một khoảng thời gian không tốt và tôi ngờ rằng anh ấy đã dùng rất nhiều cocaine, và quả thực tôi đã thấy vậy... Tôi không thích cái cách nghĩ của anh ấy lúc đó." Harrison cho phát hành 2 đĩa đơn theo kèm, đó là "You" (được xếp hạng tại Billboard Top 20) và "This Guitar (Can't Keep from Crying)" – đĩa đơn cuối cùng của ông dưới nhãn đĩa Apple.
Thirty Three & 1/3 (1976) là album đầu tiên của Harrison được phát hành bởi hãng đĩa mới – Dark Horse Records, trong đó 2 đĩa đơn thành công của ông là "This Song" và "Crackerbox Palace" đều nằm trong top 25 tại Mỹ. Diễn viên Eric Idle từ nhóm Monty Python đã đạo diễn video cho ca khúc "Crackerbox Palace" và tạo nên một ấn bản hài hước cho ca khúc này. Với nhiều cải tiến về giai điệu cũng như việc sử dụng nhạc cụ, cùng với đó đề cập tới nhiều chủ đề hơn là những thông điệp tôn giáo như trước kia, Thirty Three & 1/3 trở thành album nhận được nhiều phản hồi tích cực nhất của Harrison ở Mỹ kể từ All Things Must Pass
Năm 1979, sau khi con trai Dhani ra đời, ông cho phát hành album George Harrison. Cả album lẫn đĩa đơn "Blow Away" đều có mặt trong top 20 của Billboard. Album này cũng đánh dấu sự rút lui dần của Harrison khỏi đời sống âm nhạc, mặt khác là sự phát triển của những ý tưởng mà ông từng thành công với All Things Must Pass. Năm 1978, cái chết của người cha vào tháng 5 và sự ra đời của con trai đầu lòng vào tháng 8 đã ảnh hưởng mạnh mẽ tới quyết định của Harrison dành nhiều thời gian hơn cho gia đình. Leng miêu tả album này "rất giàu giai điệu và tươi mát... thanh bình... album của một người đàn ông đã sống với giấc mơ rock 'n' roll 2 lần và giờ đang ở bên gia đình cùng những điều hạnh phúc nhất."

#### TừSomewhere in EnglandtớiCloud Nine

George Harrison trình diễn ca khúc "Here Comes the Sun" vào năm 1987 tại Nhà hát Wembley

Vụ ám sát John Lennon vào ngày 8 tháng 12 năm 1980 đã gây chấn động mạnh mẽ và càng khiến Harrison muốn kéo dài thời gian sống ẩn dật khỏi những kẻ cuồng tín. Đó là một mất mát sâu sắc khi trái với McCartney và Starr, Harrison lại không thường xuyên liên lạc với Lennon vào những năm cuối. Nói về vụ ám sát, ông bình luận: "Sau tất cả những gì chúng tôi từng trải qua, tôi đã và vẫn dành cho Lennon một tình yêu và lòng tôn trọng rất lớn. Tôi thực sự bị sốc và choáng váng."
Harrison đã sửa toàn bộ phần lời ca khúc mà anh định dành cho Starr để tưởng nhớ Lennon. "All Those Years Ago" – với phần góp giọng của Paul và Linda McCartney cùng Starr chơi trống – có được vị trí số 2 tại Mỹ. Đĩa đơn đó sau này được đưa vào album Somewhere in England (1981) của ông. Harrison sau đó quyết định không phát hành bất kể một album nào trong vòng 5 năm sau khi Gone Troppo (1982) chỉ có được một chút thành công và vài đánh giá tích cực.
Trong quãng thời gian đó, Harrison tham gia rất nhiều buổi diễn trong vai trò khách mời, chẳng hạn như chương trình tưởng nhớ Carl Perkins vào năm 1985 có tên Blue Suede Shoes: A Rockabilly Session. Năm 1986, ông bất ngờ xuất hiện ở phần cuối buổi hòa nhạc từ thiện Heart Beat 86 nhằm quyên góp tiền cho Bệnh viện nhi Birmingham. Đúng 1 năm sau, ông trình diễn 2 ca khúc "While My Guitar Gently Weeps" và "Here Comes the Sun" trong buổi diễn từ thiện của The Prince's Trust tại Nhà hát Wembley ở thành phố London. Tháng 2 năm 1987, Harrison tham gia cùng Dylan, John Fogerty và Jesse Ed Davi biểu diễn trực tiếp suốt 2 giờ với nghệ sĩ nhạc blues Taj Mahan. Ông nhớ lại: "Bob gọi cho tôi rồi hỏi rằng liệu tôi có thích ra ngoài buổi tối và gặp Taj Mahan... Và thế là chúng tôi tới đó, được tặng vài cốc bia Mexico – rồi lại được thêm vài cốc nữa... Rồi Bob nói: "Này, tại sao chúng ta không thử trong khi cậu có thể hát?" Nhưng cứ mỗi khi tôi tới gần chiếc mic, Bob lại tiến tới và bắt đầu hát. Thứ đó nghe mới kinh làm sao, như kiểu muốn quẳng tôi ra xa vậy."
Tháng 11 năm 1987, Harrison cho phát hành album bạch kim Cloud Nine. Đồng sản xuất cùng Jeff Lynne từ Electric Light Orchestra, album này bao gồm một ca khúc của James Ray có tên "Got My Mind Set on You", đạt vị trí quán quân tại Mỹ và số 2 tại Anh. Ấn bản video theo kèm của ca khúc có được lượng phát sóng rất đáng kể, trong khi đĩa đơn còn lại là "When We Was Fab" nói về quãng thời gian cùng The Beatles thì được 2 đề cử tại Giải Video âm nhạc của MTV năm 1988. Được thu tại nhà riêng ở Friar Park, phần chơi guitar của Harrison được hỗ trợ bởi rất nhiều nghệ sĩ xuất chúng, bao gồm những người bạn lâu năm như Clapton, Keltner, và Jim Horn – người miêu tả về thái độ thoải mái và thân thiện của Harrison suốt quãng thời gian ghi âm: "George làm cho tôi thấy như ở nhà, dù rằng đang ở nhà anh ấy... Có lần anh ấy cùng tôi ngồi trong toilet để thử chơi chiếc saxophone của tôi, rồi họ thu âm nó với một thứ âm thanh vang tới tận cuối hành lang. Tôi cứ nghĩ họ đang đùa... Có lần, anh ta bắt tôi phải dừng đoạn chơi saxophone solo vì anh ấy muốn mang cho tôi một tách trà lúc 3 giờ chiều, thêm một lần nữa. Tôi lại nghĩ rằng anh ấy đang đùa." Cloud Nine lần lượt có được vị trí số 8 và số 10 tại Mỹ và Anh, cùng lúc rất nhiều ca khúc trong album này được có mặt trong bảng xếp hạng của Billboard, có thể kể tới "Devil's Radio", "This Is Love" và "Cloud 9".

### 1988–2001: Giai đoạn cuối đời

#### Traveling Wilburys
Năm 1988, Harrison lập nên siêu ban nhạc Traveling Wilburys cùng Jeff Lynne, Roy Orbison, Bob Dylan và Tom Petty. Ban nhạc được thành lập tại garage nhà Dylan để cùng thu âm đĩa đơn cho Harrison. Hãng thu âm của Harrison quyết định rằng ca khúc "Handle with Care" là quá tốt để làm mặt B và đề nghị cả nhóm thực hiện một album hoàn chỉnh. Bản LP có tên Traveling Wilburys Vol. 1 được phát hành vào tháng 10 năm 1988 và được ghi dưới tên những người anh em trong một gia đình – con trai của một nhân vật tưởng tượng có tên Charles Truscott Wilbury, Sr. Harrison chọn cái tên "Nelson Wilbury" trong album này, về sau trong album thứ 2, ông sử dụng tên "Spike Wilbury".
Sau khi Orbison đột ngột qua đời vào tháng 12 năm 1988, nhóm vẫn tiếp tục thu âm với 4 thành viên. Album thứ hai của họ được phát hành vào tháng 10 năm 1990 lại được mang tên là Traveling Wilburys Vol. 3. Theo Lynne, "Đó là ý tưởng của Harrison. Anh ấy bảo: "Hãy để cho mấy gã khờ trở nên rối loạn một chút.". Album đạt vị trí số 14 tại Anh, giành được chứng chỉ bạch kim và chứng nhận bán được hơn 3 triệu bản. Tuy nhiên, siêu ban nhạc này chưa bao giờ đi trình diễn trực tiếp, và họ cũng tan rã sau khi phát hành album thứ 2.
Năm 1989, Harrison và Starr đều xuất hiện trong video ca khúc "I Won't Back Down" của Petty. Starr được quay chơi trống, song lại không phải là người chơi trống trong ca khúc. Harrison chơi acoustic guitar và hát nền. Tháng 11 năm 1991, ông tham gia tour diễn tại Nhật Bản của Clapton. Đó là tour diễn đầu tiên và cũng là cuối cùng của Harrison kể từ năm 1974. Ngày 6 tháng 4 năm 1992, ông trình diễn trong buổi hòa nhạc của Đảng Xanh tại Royal Albert Hall – buổi diễn đầu tiên của ông tại London sau lần trình diễn cuối cùng cùng The Beatles tại tầng mái vào năm 1969. Tháng 10 cùng năm, ông tham gia chương trình tôn vinh Bob Dylan tại Madison Square Garden ở New York cùng Dylan, Clapton, McGuinn, Petty và Neil Young.

#### The Beatles Anthology
Năm 1994, Harrison hợp tác cùng 2 thành viên Beatles còn sống và nhà sản xuất của Traveling Wilburys – Jeff Lynne – thực hiện dự án The Beatles Anthology. Dự án bao gồm vài ca khúc dang dở được thâu băng bởi Lennon, cùng với đó là những đoạn dài phỏng vấn về sự nghiệp của ban nhạc. "Free as a Bird" được phát hành vào tháng 12 năm 1995 là đĩa đơn đầu tiên của The Beatles kể từ năm 1970. Tới tháng 3 năm 1996, họ cho phát hành đĩa đơn thứ 2, "Real Love". Harrison từ chối tham gia việc thu âm ca khúc thứ 3. Sau này ông bình luận về dự án: "Tôi hi vọng có ai đó sẽ nghiên cứu mấy bản demo vứt đi của tôi sau khi tôi chết để biến chúng thành các bản hit."
Sau dự án Anthology, Harrison hợp tác với Shankar trong Chants of India. Lần cuối cùng anh lên truyền hình là khi xuất hiện trên kênh VH1 vào tháng 5 năm 1997 để quảng bá cho album này. Không lâu sau, ông được phát hiện căn bệnh ung thư phổi và bắt đầu được hóa trị, vốn lúc đó được cho là hiệu quả. Tháng 1 năm 1998, Harrison tới dự lễ tang của Perkins ở Jackson, Tennessee, trình bày ca khúc nổi tiếng "Your True Love". Tới tháng 6, ông tham gia buổi lễ khánh thành khu tưởng niệm Linda McCartney, rồi chơi guitar trong 2 ca khúc của album Vertical Man của Starr.

#### Vụ ám sát hụt
Ngày 30 tháng 12 năm 1999, một kẻ tâm thần 36 tuổi có tên Michael Abram đã đột nhập vào nhà riêng của Harrison ở Friar Park và tấn công ông bằng một chiếc dao làm bếp, làm ông bị thủng phổi và chấn thương mạnh ở đầu trước khi Olivia Harrison kịp tiếp cận kẻ sát nhân và đánh lại hắn bằng một que cởi và chiếc đèn đốt. Ngay sau khi bị tấn công, Harrison được đi cấp cứu tại bệnh viện với hơn 40 vết thương trên người. Ông sớm tỉnh táo sau khi gặp lại kẻ hành hung: "[Anh ta] không phải là một kẻ cướp, chắc chắn chỉ vì anh ta chưa từng nghe Traveling Wilburys."
Tháng 5 năm 2001, Harrison trải qua cuộc đại phẫu để loại bỏ khối u đang phát triển trong phổi. Tới tháng 6, có thông tin cho rằng ông đang phải điều trị một khối u não tại một bệnh viện ở Thụy Sĩ. Tại đây, Starr đã tới thăm ông song phải cắt ngắn chuyến đi để quay lại Los Angeles vì con gái cũng đang phải điều trị bệnh não. Harrison đùa: "Liệu anh có muốn tôi theo cùng không?" Tháng 11, ông phải hóa trị tại Bệnh viện Đại học Đảo Staten ở New York sau khi có chẩn đoán rằng căn bệnh ung thư phổi đã di căn lên não. Khi thông tin này được công bố rộng rãi, Harrison cho rằng bác sĩ riêng đã vi phạm quyền riêng tư và sau đó yêu cầu được nhận bồi thường. Ngày 12 tháng 11, 3 Beatle còn sống đã cùng nhau có bữa trưa cuối cùng tại khách sạn của Harrison ở New York.

## Qua đời
Harrison qua đời ngày 29 tháng 11 năm 2001 ở tuổi 58 vì bệnh ung thư phổi di căn. Ông được hỏa táng tại nghĩa trang Hollywood Forever và tro của ông được rải trên sông Hằng và sông Yamuna đoạn gần Varanasi, Ấn Độ bởi những người thân trong gia đình theo những nghi thức truyền thống của Ấn Độ giáo. Di chúc của ông có số tài sản trị giá tới gần 100 triệu £.
Album cuối cùng của ông, Brainwashed (2002), được con trai Dhani và Jeff Lynne hoàn thiện sau đó. Album có bao gồm lời tựa trích từ bản trường ca Bhagavad Gita: "Chưa có lúc nào mà bạn hoặc tôi không tồn tại. Và cũng không có một tương lai nào khiến chúng ta phải dừng điều đó lại." Đĩa đơn "Stuck Inside a Cloud" mà Leng miêu tả là "một phản ứng bộc trực về vấn đề sức khỏe và cái chết", cũng có được vị trí số 27 tại Billboard. Một đĩa đơn khác là "Any Road", phát hành vào tháng 3 năm 2003, thì giành được vị trí số 37 tại UK Singles Chart. Ca khúc "Marwa Blues" được trao giải "Trình diễn hòa tấu nhạc Pop xuất sắc nhất" tại Giải Grammy năm 2004, trong khi "Any Road" cũng được đề cử cho "Trình diễn nhạc Pop giọng nam xuất sắc nhất".

## Phong cách âm nhạc

### Sáng tác
Harrison viết ca khúc chính thức đầu tiên của mình, "Don't Bother Me", khi đang nằm ốm bệnh tại khách sạn ở Bournemouth tháng 8 năm 1963 và so sánh nó như "một bài tập để thử xem liệu tôi có thể viết nhạc không", ông nhớ lại. "Don't Bother Me" lập tức được xuất hiện trong album With the Beatles của ban nhạc vào cuối năm và ấn bản Meet the Beatles! tại Mỹ vào đầu năm 1964. Năm 1965, anh đóng góp 2 ca khúc "I Need You" và "You Like Me Too Much" cho album Help! của nhóm.
Khả năng sáng tác của Harrison phát triển theo năm tháng, song nó lại không được đánh giá đúng mực bởi các thành viên của The Beatles cho tới tận khi ban nhạc tan rã. Năm 1969, McCartney nói với Lennon: "Từ trước tới nay, chúng ta đều viết tốt hơn George. Nhưng tới giờ, các ca khúc của cậu ấy ít nhất đã bằng với chúng ta rồi." Tuy nhiên, Harrison luôn khó khăn để được ban nhạc đồng ý thu âm sáng tác của mình. Các album của nhóm thường bao gồm khoảng 2 bài của ông, và đặc biệt là 3 bài trong album năm 1966 Revolver – "album mà Harrison trở thành một người viết nhạc đúng nghĩa", Inglis viết.
Với ca khúc "Within You Without You", cây viết Gerry Farrell cho rằng Harrison đã tạo nên "một hình thức" mà người ta gọi là sáng tác âm nhạc "thứ pha trộn tinh hoa của pop và âm nhạc Ấn Độ". Lennon gọi đây là một trong những ca khúc hay nhất của Harrison: "Tâm hồn và âm nhạc của cậu ấy thật rõ ràng. Đây là tài năng bẩm sinh nơi cậu ấy, và cậu ấy đã mang tất cả chúng lại với nhau." Trong khi đó, cây viết sử cho The Beatles, Bob Spitz, thì cho rằng "Something" là một sản phẩm kinh điển: "Một bản ballad lãng mạn khuấy động, sẵn sàng thách thức những "Yesterday" hay "Michelle" để trở thành một trong những ca khúc được biết tới nhiều nhất mà họ từng thể hiện." Theo Kenneth Womack, "Harrison đã hoàn thiện mình với Abbey Road... "Here Comes the Sun" thực sự hoàn hảo, và chỉ bị vượt qua bởi "Something" – sản phẩm đỉnh cao của anh ấy." Inglis cũng đánh giá rằng Abbey Road chính là bước ngoặt quyết định đưa Harrison trở thành một nghệ sĩ - người sáng tác nhạc. Ông miêu tả những đóng góp của Harrison cho album là "tuyệt đỉnh", cho rằng chúng ngang hàng với bất cứ một ca khúc nào khác của The Beatles. Trong quá trình thu âm album, Harrison đã sử dụng nhiều tính sáng tạo hơn trước, cũng như phản biện lại những yêu cầu thay đổi về cả phần lời lẫn nhạc, đặc biệt từ McCartney.
Những mối quan tâm của ông tới âm nhạc Ấn Độ cũng ảnh hưởng sâu sắc tới việc sáng tác và tạo nên những sáng tạo lớn giữa các thành viên của The Beatles. Theo tạp chí Rolling Stone, "việc quan tâm của Harrison tới những âm thanh và chất liệu mới đã làm sáng tỏ con đường sáng tác nhạc rock and roll của anh. Việc anh chơi ngược... trong "Taxman" và "I Want to Tell You" là thực sự cách mạng với lịch sử âm nhạc – và có lẽ còn kinh điển hơn cả việc sử dụng kiểu cách avant-garde mà Lennon và McCartney đã cố gắng tìm tòi từ những Karlheinz Stockhausen, Luciano Berio, Edgard Varèse hay Igor Stravinsky." Năm 1997, cây viết Gerry Farrell bình luận: "Đó là dấu ấn trong quá trình phát triển của Harrison... rằng tới tận 30 năm sau, những ca khúc "Ấn Độ" của The Beatles vẫn là những sáng tác giàu sức sáng tạo và thành công nhất trong số những sản phẩm pha trộn như vậy."

### Sự nghiệp guitar
— Eric Clapton
Người sáng lập tạp chí Rolling Stone, Jane Wenner, miêu tả Harrison là "một nghệ sĩ không thích trình diện song anh ấy có một nhạc cảm bẩm sinh và mạnh mẽ. Anh ấy chơi vô cùng thanh thoát trong mọi ca khúc." Người bạn thân và sau đó là người chơi cùng ông trong ban nhạc – Tom Petty – tán thành: "Anh ấy có cách riêng của mình trong công việc để tìm ra được cách hay nhất để chơi." Cách chơi gảy của Chet Atkins và Carl Perkins đã ảnh hưởng mạnh mẽ tới Harrison và tạo nên âm hưởng đồng quê vô cùng rõ ràng trong nhiều ca khúc của The Beatles. Ông cũng từng thổ lộ Chuck Berry là thần tượng đầu tiên của mình, còn sau này ông lại thích Ry Cooder.
Năm 1961, The Beatles thu âm ca khúc "Cry for a Shadow" – một bản thu theo phong cách blues được viết bởi Lennon và Harrison, người được ghi cho phần sáng tác đoạn lead của ca khúc với những hợp âm vô cùng kỳ lạ và phỏng theo phong cách của nhiều ban nhạc Anh trước kia như The Shadow. Nhà nghiên cứu âm nhạc Walter Everett cho rằng, nếu như các sáng tác đầu tiên của The Beatles vẫn còn mang nhiều hơi hướng của nhạc rock 'n' roll ở Anh vào thời kỳ đó, thì Harrison đã có những chuyển mình rõ ràng về nhịp điệu cũng như định hướng về âm sắc. Việc sử dụng các thang âm nguyên của Harrison với chiếc guitar của mình được lấy cảm hứng từ Buddy Holly, và những quan tâm của anh tới Berry đã giúp ông sáng tác được những ca khúc theo thang âm blues theo phong cách của rockabilly từ Perkins. Trong các đoạn solo của mình, ông thường dùng kỹ năng nhấn lệch, điển hình trong 2 bài hát của Berry được hát lại bởi The Beatles "Roll Over Beethoven" và "Too Much Monkey Business". Một trong những kỹ thuật khác được Harrison sử dụng thường xuyên đó chính là quãng tám, điển hình trong ca khúc "I'll Be on My Way". Ông là người đầu tiên trong lịch sử âm nhạc sở hữu cây Rickenbacker 360/12, chiếc guitar 12-dây chia làm 6 cặp, trong đó 8 dây thấp nhất được chỉnh theo cặp và cách nhau đúng quãng tám; 4 dây cao hơn được chỉnh song song đồng âm. Chiếc Rickenbacker cũng là chiếc guitar duy nhất trong dòng 12-dây có bộ dây mà trong đó bộ dây quãng tám thấp hơn của 4 cặp đầu tiên lại được xếp phía trên của bộ dây có cao độ lớn hơn. Cách chơi guitar của ông trong album A Hard Day's Night đã phổ biến dòng Rickenbacker này, và thứ âm thanh đặc biệt của nó đã khiến tờ Melody Maker gọi đây là "vũ khí bí mật" của The Beatles.
Harrison đã tự mình viết đoạn chuyển giọng trong "Don't Bother Me" (1963), gần giống với âm giai Dorian, cho thấy rõ ông bị cuốn hút bởi thứ giai điệu mượt mà kết hợp với những đặc tính của âm nhạc Ấn Độ. Thứ âm sắc tối mà ông chơi trong ca khúc này đã được nhấn mạnh bởi việc hát với hợp âm C9 cùng phần solo theo âm giai ngũ cung. Tới năm 1964, ông bắt đầu bộc lộ phong cách riêng trong vai trò guitar, sáng tác tiểu khúc kết hợp với nhiều kỹ thuật không thể lẫn lộn, điển hình như chuỗi rải nốt trong đoạn kết của ca khúc "A Hard Day's Night". Năm 1965, ông bắt đầu sử dụng pedal để điều chỉnh âm lượng trong ca khúc "I Need You", tạo nên thứ hòa âm đảo phách với giai điệu vốn đang bị lệch tông. Ông cũng áp dụng nguyên những kỹ thuật đó trong ca khúc "Yes It Is" mà được Everett gọi là thứ "âm điệu ma quái" trong tính hài hòa của ca khúc.
Harrison nói về ca khúc "If I Needed Someone" trong album Rubber Soul (1965): "Nó như kiểu hàng triệu ca khúc được tổng hợp lại ở hợp âm Rê trưởng. Chỉ cần lướt nhẹ ngón tay, thế là bạn đã có cả chuỗi giai điệu... Nó khiến người ta mê đắm việc hoán đổi các vị trí nốt nhạc." Ca khúc "Think for Yourself" được Everett miêu tả như thứ "âm sắc mờ ảo" khi sử dụng đoạn rải nửa cung của hợp âm Sol trưởng với phần kết hợp với âm giai Dorian và phần bè thứ 5 nốt; ông gọi đó là "chuỗi tác động của các nấc thang cải tiến". Năm 1966, Harrison tiến tới cải tiến âm nhạc của mình qua Revolver. Ông chơi guitar ngược trong "I'm Only Sleeping" của Lennon, và chơi đoạn đối âm trong "And Your Bird Can Sing" khi chơi song song các nốt của quãng tám cao hơn với phần bè chìm của McCartney. Phần chơi guitar trong "I Want to Tell You" là minh chứng hùng hồn cho việc tìm màu sắc hòa âm mới với phần chạy nốt nửa cung ngược, trong khi đó phần guitar trong ca khúc "Lucy in the Sky with Diamonds" trong album Sgt. Pepper's chạy theo giọng hát của Lennon là cách chơi thường thấy của các nghệ sĩ sarangi khi chơi bè cho các ca sĩ hát khyal tại các buổi cầu nguyện của đạo Hindu.
Everett đánh giá phần guitar solo của Harrison trong "Old Brown Shoe" là "vô cùng sắc sảo [và] rất Clapton". Ông cũng chỉ ra 2 đoạn trong ca khúc cùng sử dụng cấu trúc đó: một đoạn bè blues 3 hợp âm và các bộ 3 nốt với các nốt chuẩn là La và Mi. Huntley gọi phần thể hiện là "một rocker bùng cháy với một đoạn solo... dữ dội". Theo Greene, đoạn demo của Harrison chứa trong đó "một trong những đoạn lead guitar solo phức tạp nhất trong một ca khúc của The Beatles".
Phần chơi guitar của Harrison trong Abbey Road, đặc biệt với "Something" đã đánh dấu bước chuyển lớn trong sự nghiệp guitar của ông. Đoạn chơi guitar trong ca khúc này ghi nhận rất nhiều ảnh hưởng, trộn lẫn phong cách blues từ Clapton và phong cách nhạc Gamaka từ Ấn Độ. Theo nhà nghiên cứu Kenneth Womack: "Những đoạn khó của "Something" hẳn là những đoạn khó quên nhất trong sự nghiệp guitar solo của Harrison... Một tác phẩm kinh điển trong sự đơn giản, nhưng vẫn đạt tới sự kì vĩ." Harrison sau này được trao giải thưởng Ivor Novello cho "Something" vào tháng 7 năm 1970 ở hạng mục "Ca khúc có giai điệu và ca từ xuất sắc nhất".
Sau khi được Delaney Bramlett truyền cảm hứng về cách chơi guitar miết, Harrison liền áp dụng cách chơi này vào sự nghiệp solo của mình khi nó giúp ông bắt chước rất nhiều nhạc cụ truyền thống Ấn Độ, trong đó có sarangi và dilruba. Leng miêu tả cách Harrison chơi miết trong ca khúc "How Do You Sleep?" của Lennon như một sự phát triển từ "một nghệ sĩ solo tuyệt hảo của "Something"" và gọi phần chơi của ông "rất xứng đáng... là một trong những đoạn xuất sắc nhất của Harrison". Chính Lennon sau này cũng bình phẩm: "Đó hẳn là thứ hay nhất mà cậu ta từng chơi trong cuộc đời mình."
Âm nhạc Hawaii cũng ảnh hưởng mạnh mẽ tới Harrison, đưa thứ nhạc guitar miết từ Gone Troppo (1982) tới buổi biểu diễn ca khúc kinh điển "Between the Devil and the Deep Blue Sea" của Cab Calloway với ukulele vào năm 1992. Lavezzoli miêu tả phần chơi guitar của anh trong bản nhạc không lời đoạt giải Grammy "Marwa Blues" (2002) là một sự ảnh hưởng mạnh mẽ từ âm nhạc Hawaii nếu đem so sánh với những nhạc cụ Ấn Độ như sarod hay veena, gọi nó là "một minh họa rõ ràng khác về thứ nhạc miết của Harrison". Harrison là một người hâm mộ George Formby và là thành viên của Hiệp hội Ukelele của Anh. Ông đã chơi ukelele trong đoạn kết của "Free as a Bird" theo phong cách của Formby. Ông cũng tham gia vào buổi tưởng niệm Formby vào năm 1991, và được giữ chức chủ tịch danh dự của Hội những người hâm mộ George Formby. Mặt khác, ông cũng là người chơi bass trong rất nhiều ca khúc của The Beatles, có thể kể tới "Drive My Car", "She Said She Said", "Golden Slumbers", "Birthday" và "Honey Pie", ngoài ra còn trong nhiều ca khúc solo khác của mình như "Faster", "Wake Up My Love" và "Bye Bye Love".

### Nhạc cụ

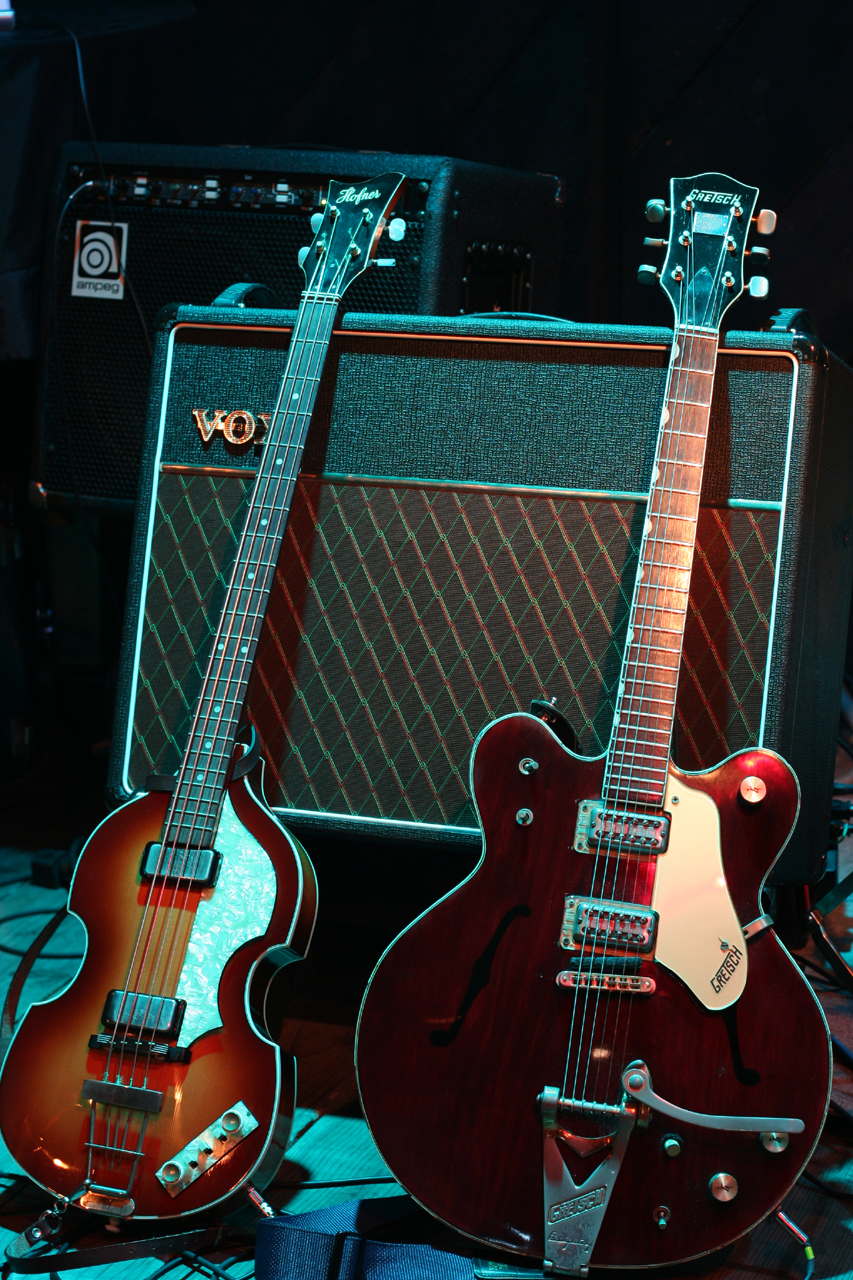
Cây bass Höfner của McCartney bên cạnh cây Gretsch Tennessean của Harrison

Khi mới gia nhập The Quarrymen, Harrison sử dụng cây Höfner President Acoustic, rồi sau đó ông chuyển sang dùng Höfner Club 40. Chiếc guitar mà anh dùng chính thức đầu tiên là một sản phẩm của Tiệp Khắc có tên Jolana Futurama/Grazioso. Song những chiếc guitar sau này ông dùng trong thu âm chủ yếu là thuộc dòng Gretsch qua bộ chỉnh âm Vox, trong đó có cả chiếc Gretsch Duo Jet mà ông mua lại vào năm 1961, sau này được lên bìa album Cloud Nine (1987). Sau đó ông mua chiếc Gretsch Tennessean rồi Gretsch Country Gentleman được ông sau này sử dụng trong ca khúc "She Loves You" và trong buổi lên hình của The Beatles tại chương trình The Ed Sullivan Show. Năm 1963, ông mua chiếc Rickenbacker 425 Fireglo, rồi tới năm 1964, anh sở hữu chiếc Rickenbacker 360/12, vốn lúc đó mới chỉ là chiếc thứ 2 được sản xuất trên thế giới. Harrison có chiếc Fender Stratocaster đầu tiên vào năm 1965, và ông liền sử dụng nó trong quá trình thu âm Rubber Soul, điển hình trong ca khúc "Nowhere Man".
Đầu năm 1966, Harrison, Lennon và McCartney đều sắm cho mình cây Epiphone Casino mà họ sử dụng ngay trong Revolver. Harrison còn dùng cây Gibson J-160E và Gibson SG Standard trong quá trình thu âm album này. Sau này, ông còn vẽ lên cây Stratocaster của mình theo phong cách psychedelic và viết dòng chữ "Bebopalula" lên miếng bảo vệ thùng đàn và tên "Rocky" lên đầu chiếc cần đàn. Ông còn dùng chiếc guitar này trong bộ phim Magical Mystery Tour và trong suốt sự nghiệp của mình. Tới giữa năm 1968, ông mua chiếc Gibson Les Paul và đặt tên nó là "Lucy". Cùng khoảng thời gian đó, anh sở hữu chiếc Gibson Jumbo J-200 và dùng nó trong đoạn demo của "While My Guitar Gently Weeps". Tới cuối năm, hãng Fender tặng Harrison chiếc Fender Telecaster Rosewood đặc biệt dành riêng cho ông – một món quà vô cùng đặc biệt từ Fender, và đây là một trong những chiếc guitar riêng biệt mà hãng từng tặng cho một nghệ sĩ, tương tự như với Jimi Hendrix.

### Hợp tác thu âm
Những dự án của Harrison trong những năm cuối cùng của The Beatles bao gồm nhiều nghệ sĩ của Apple Records như Doris Troy, Jackie Lomax và Billy Preston. Trong sự nghiệp solo tiếp theo, ông cũng mời nhiều nghệ sĩ tới cộng tác trong các album của mình, và ông luôn cố gắng đáp ứng những yêu cầu của họ với mỗi bản thu. Ngoài ra, ông cũng là khách mời của các nghệ sĩ như Dave Mason, Nicky Hopkins, Alvin Lee, Ronnie Wood, Billy Preston và Tom Scott. Ông cũng là đồng tác giả các ca khúc và viết nhạc cho Dylan, Clapton, Preston, Doris Troy, David Bromberg, Gary Wright, Wood, Lynne, và Tom Petty.
Harrison viết ca khúc "Badge" dành tặng Clapton và sau này nó được đưa vào album Goodbye (1969) của Cream. Ông trực tiếp chơi guitar nền trong ca khúc này, song sử dụng nghệ danh "L'Angelo Misterioso" vì những ràng buộc hợp đồng. Ông cũng dùng nghệ danh tương tự khi tham gia phần guitar cho ca khúc "Never Tell Your Mother She's Out of Tune" nằm trong album Songs for a Tailor (1969) của Jack Bruce. Tháng 5 năm 1970, ông phụ trách chơi guitar cho album New Morning của Dylan. Ngoài việc thu âm các dự án solo, trong khoảng từ 1971 tới 1973, Harrison còn đồng sáng tác và sản xuất 3 bài hát top 10 của Starr là "It Don't Come Easy", "Back Off Boogaloo" và "Photograph". Năm 1971, anh chơi guitar trong "How Do You Sleep?" và "Oh My Love", ngoài ra còn chơi dobro trong "Crippled Inside" nằm trong album Imagine của Lennon. Tới cuối năm, Harrison chơi guitar và sản xuất hit "Day After Day" của Badfinger, và chơi dobro trong ca khúc "I Wrote a Simple Song" của Preston. Harrison cũng tham gia cùng Harry Nilsson trong "You're Breakin' My Heart" (1972), và cùng Cheech & Chong trong "Basketball Jones" (1973). Cùng năm 1973, ông đóng góp trong vai trò khách mời cho album Shankar Family & Friends.
Năm 1974, ông dành dụm tiền thành lập nên hãng Dark Horse Records. Cùng với việc phát hành album dưới hãng đĩa riêng, Harrison cũng bắt đầu dùng tên tuổi để giúp hãng có được mối cộng tác với nhiều nghệ sĩ khác. Anh muốn Dark Horse trở thành một thương hiệu riêng của nghệ sĩ, như Apple Records với The Beatles. Harrison giải thích: "Đó sẽ là hầu hết những thứ tôi sắp sản xuất" Eric Idle bình luận: "Anh ta quá hào hiệp, anh ấy đồng ý giúp đỡ tất cả mọi người mà bạn chưa từng bao giờ nghe tới." Những nghệ sĩ đầu tiên ký hợp đồng với hãng là Ravi Shankar và Splinter – người đã đồng ý sản xuất album đầu tiên của hãng Dark Horse và bản hit đầu tay "Costafine Town". Những nghệ sĩ khác ký hợp đồng với hãng còn có Attitudes, Henry McCullough, Jiva, và Stairsteps.
Harrison cũng cộng tác với Tom Scott trong album New York Connection (1976), và tới năm 1981 ông chơi guitar trong "Walk a Thin Line" của Mick Fleetwood. Năm 1996, ông thu âm "Distance Makes No Difference With Love" cùng Carl Perkins, chơi guitar trong ca khúc tiêu đề của album Under the Red Sky của Dylan. Năm 2001, ông làm khách mời trong chương trình chào đón album tái hợp Zoom của Jeff Lynne và Electric Light Orchestra, cùng với đó là đóng góp vào ca khúc "Love Letters" của Bill Wyman's Rhythm Kings. Ông cũng đồng sáng tác ca khúc của Dhani, "Horse to the Water", được thu âm vào ngày 1 tháng 8, chỉ 8 tuần trước khi ông qua đời. Sau này ca khúc được xuất hiện trong album Small World, Big Band của Jools Holland.

### Sitar và âm nhạc Ấn Độ

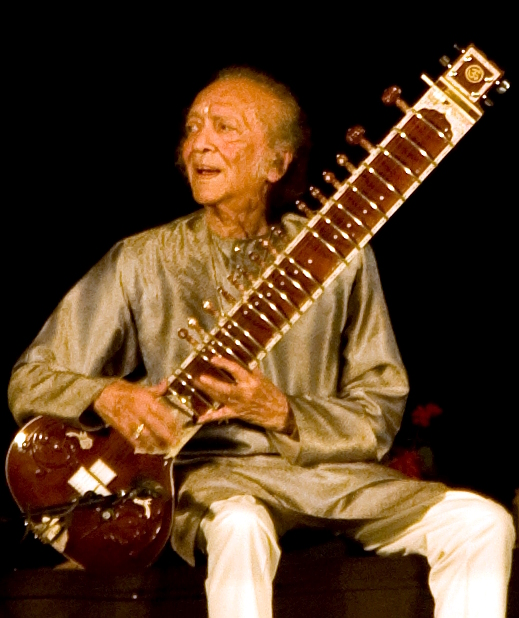
Ravi Shankar năm 2009

Trong tour diễn tại Mỹ của The Beatles vào tháng 8 năm 1965, David Crosby của The Byrds đã giới thiệu âm nhạc truyền thống Ấn Độ cùng với đó là bậc thầy đàn sitar Ravi Shankar cho Harrison. Harrison miêu tả Shankar là "người đầu tiên trên đời khiến tôi thực sự cảm thấy choáng váng... và anh ấy cũng là người duy nhất không hề có ý định gây ấn tượng với tôi". Harrison liền bị đàn sitar cuốn hút và bắt đầu tìm hiểu âm nhạc Ấn Độ. Theo Lavezzoli, cách Harrison đưa âm nhạc Ấn Độ vào trong ca khúc "Norwegian Wood" của The Beatles đã "mở tung cánh cửa đưa những nhạc cụ của đất nước này tới với nhạc rock, khiến Shankar gọi thời kỳ 1966-1967 là "giai đoạn đại bùng nổ của sitar"." Lavezzoli cũng cho rằng Harrison là "người chịu trách nhiệm lớn nhất về hiện tượng này."
Tháng 6 năm 1967, Harrison được gặp mặt Shankar tại nhà Angadi tại Trung tâm văn hóa Ấn Độ. Ông xin được làm học trò của Shankar và được chấp thuận. Ngày 6 tháng 6, ông liền bay tới Ấn Độ và mua chiếc sitar tại cửa hàng Rikhi Ram & Sons ở New Delhi. Lavezzoli miêu tả cách Harrison chơi sitar trong "Love You To" có "một sự tiến bộ vượt bậc" so với "Norwegian Wood" và là "phần trình diễn sitar xuất sắc nhất từng có của một nghệ sĩ nhạc rock". Tới tháng 9, Harrison lại quay lại Ấn Độ tiếp tục học sitar từ Shankar. Ban đầu ông trú lại Bombay, song sau đó rời tới căn nhà di động trên sông để tu luyện cùng Shankar suốt 6 tháng ròng. Sau khi được học từ Shankar, Harrison tiếp tục theo học nghệ sĩ Shambhu Das.
Harrison vẫn miệt mài tập cho tới tận năm 1968, khi ông gặp lại Clapton và Hendrix tại một khách sạn ở New York và họ thuyết phục được ông quay trở lại con đường guitar. Anh nói: "Tôi quyết định trở lại chơi guitar, vì rốt cuộc tôi không làm được điều gì tốt hơn, và hẳn tôi cũng không thể trở thành một người chơi sitar bậc thầy... bởi vì chỉ có thể khi tôi bắt đầu nó 15 năm trước đây."

## Đời sống cá nhân

### Ấn Độ giáo

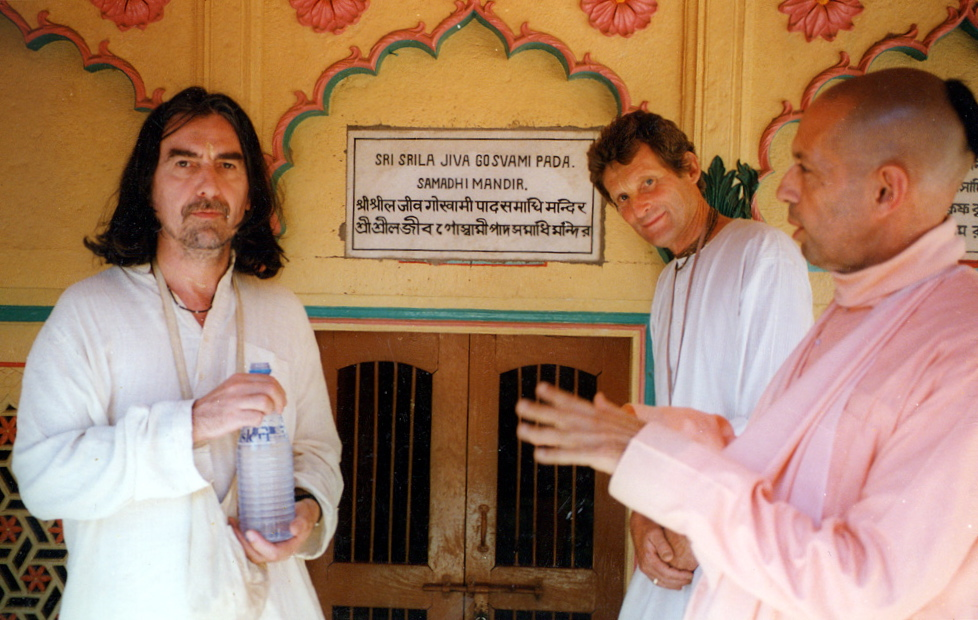
Harrison, Shyamasundara Dasa và Mukunda Goswami trước cửa ngôi thiền tự Samadhi mang tên Jiva Goswami tại Vrindavan, Ấn Độ năm 1996

Tới giữa những năm 60, Harrison trở thành một người sùng đạo Hindu và huyền học, và ông trực tiếp giới thiệu chúng tới các thành viên của The Beatles. Trong quá trình quay phim Help! ở Bahamas, ban nhạc được gặp gỡ người sáng lập của Sivananda Yoga, Vishnudevananda Saraswati – người cho họ chép lại cuốn sách thiền của mình là The Complete Illustrated Book of Yoga. Khoảng giữa khi The Beatles chính thức dừng việc đi lưu diễn vào năm 1966 cho tới lúc chuẩn bị thực hiện Sgt. Pepper's Lonely Hearts Club Band, Harrison đã cùng vợ Pattie thực hiện chuyến hành hương tới Bombay mà tại đây ông được học sitar, trực tiếp gặp gỡ các guru và tham quan nhiều địa điểm kỳ thú. Năm 1968, anh tới Rishikesh ở phía Bắc Ấn Độ cùng các Beatle khác để thiền cùng thiền sư Maharishi Mahesh Yogi. Harrison sử dụng nhiều loại ma túy ảo giác nhằm giúp mình nhập tâm vào thiền và Ấn Độ giáo. Ông bình luận: "Với tôi, đó như kiểu một tia sáng dẫn đường. Lần đầu tôi dùng chất kích thích, tôi đã mở ra được một vùng lớn vốn ẩn sâu trong trí não tôi, và tôi đã nhận ra được rất nhiều điều. Không phải là tôi học chúng bởi vì tôi đều đã biết chúng từ trước, nhưng thứ diễn ra như kiểu một chiếc chìa khóa mở tung cánh cửa đang đóng lại. Từ khoảnh khắc đó, tôi luôn muốn dùng chúng mọi lúc – cả những suy nghĩ về những yogi và những người Himalaya, và cả âm nhạc của Ravi."
Harrison dần trở thành người ăn chay vào khoảng cuối những năm 1960 và ủng hộ nhà truyền giáo Paramahansa Yogananda. Tới giữa năm 1969, ông cho phát hành đĩa đơn "Hare Krishna Mantra", trình bày bởi các thành viên của ngôi đền thờ Radha và Krishna ở London. Sau đó, Harrison bắt đầu theo những phong tục của Hare Krishna, đặc biệt là japa-yoga tụng kinh với tràng hạt, rồi sau đó trở thành người mộ đạo trọn đời. Ông cũng coi trọng việc con người có kiếp khác và nói: "Mọi tôn giáo đều bắt nguồn từ một cây tổ. Chẳng có gì quan trọng khi bạn gọi Ngài là gì mỗi khi bạn cần tới Ngài." Ông cũng bình luận về đức tin của mình:
"Thần Krishna thực tế có trong hình dạng người trần... Thứ làm phức tạp nó lên đó là, rằng nếu ngài là Đấng tối cao thì cái gì đã khiến ngài phải chiến đấu ngoài chiến trường? Điều đó đã khiến tôi phải lưu tâm nhiều, và sau này cách mà Yogananda cảm thụ về Bhagavad Gita đã giúp tôi vỡ ra nhiều điều. Những suy nghĩ của chúng ta rằng Krishna và Arjuna đều từng ra trận trên chiến xe. Và đó chính là vấn đề – chúng ta thực tế đã nhập vào những sự vật đó, chẳng hạn như chiếc chiến xe, và chúng ta đều đi qua sự hiện thân đó, cuộc đời đó, tương tự như hình ảnh chiến trường vậy. Ý nghĩa của những sự vật ấy... là những con ngựa kéo chiếc chiến xe, và chúng ta điều khiển chúng với chiếc xe qua những dây cương. Arjuna cuối cùng đã nói: "Này Krishna, ngươi phải khiển chiếc xe, vì trừ khi chúng ta mang theo Chúa, Krishna, Đức Phật hay bất kể người dẫn đường nào khác..., nếu không chúng ta sẽ làm hỏng chiếc xe này và buộc phải quay lại, rồi chúng ta sẽ phải bỏ mạng tại chiến trường." Chính vì vậy chúng ta luôn nói "Hare Krishna, Hare Krishna" nhằm cầu mong Krishna điều khiển tốt chiếc xe."
Trước Harrison, chỉ có Cliff Richard là nghệ sĩ người Anh công khai những hoạt động cải đạo của mình khi ông tuyên bố vào năm 1966 rằng mình chuyển sang Kitô giáo. Inglis viết: "Trái lại, những trải nghiệm của Harrison lại được coi như những hành động cần thiết và nghiêm túc cho sự phát triển của âm nhạc quần chúng... điều mà anh cùng các Beatle khác đã cố gắng thay đổi những định kiến cố hữu rằng những nghệ sĩ nhạc quần chúng chẳng có một việc gì hơn là đứng trên sân khấu và hát những ca khúc của họ."

### Gia đình

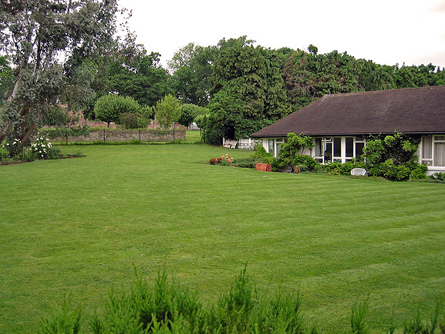
Căn nhà Kinfauns của Harrison ở Surrey, nơi anh từng sống cùng Pattie Boyd

Harrison cưới người mẫu Pattie Boyd ngày 21 tháng 1 năm 1966 với McCartney làm phù rể. Cặp đôi gặp nhau vào năm 1964 trong quá trình quay bộ phim A Hard Day's Night khi Boyd lúc đó mới 19 tuổi vào vai một nữ sinh. Họ ly thân vào năm 1974 và các thủ tục ly hôn hoàn tất vào năm 1977. Boyd nói rằng việc bà quyết định chấm dứt cuộc hôn nhân với Harrison bắt nguồn từ những nghi ngờ thường xuyên từ ông, và vụ bê bối tình ái với vợ của Starr, Maureen, được Boyd gọi là "dấu chấm hết". Bà miêu tả năm cuối cùng của đời sống vợ chồng với Harrison "tràn ngập rượu và cocaine" và nhấn mạnh: "George dùng cocaine quá nhiều, và tôi nghĩ nó đã làm thay đổi anh ấy... nó khiến anh trở nên lạnh lẽo và làm đông cứng trái tim anh." Bà sau đó qua lại với Clapton và họ làm đám cưới vào năm 1979.
Harrison sau đó cưới thư ký của hãng Dark Horse Records, Olivia Trinidad Arias, ngày 2 tháng 9 năm 1978. Họ gặp nhau vào năm 1974 tại trụ sở hãng ở Los Angeles và có với nhau một người con trai duy nhất là Dhani Harrison (sinh ngày 1 tháng 8 năm 1978).
Anh tiến hành sửa lại điền trang kiểu Anh tại Friar Park, Henley-on-Thames, nơi mà rất nhiều video ca nhạc sau đó được quay, tiêu biểu như "Crackerbox Palace". Khu vườn tại đây cũng được dùng làm ảnh bìa cho album All Things Must Pass. Ông trực tiếp thuê 10 công nhân về chỉnh sửa lại khu vườn rộng tới 36 mẫu Anh (khoảng 150.000 m²). Harrison cho rằng khu vườn mang nhiều ý nghĩa thoát ly: "Đôi lúc tôi cảm thấy như mình sống ở một hành tinh khác, và thật tốt khi tôi đứng ở trong khu vườn của mình, đột nhiên tôi đi qua cánh cửa và nghĩ: "Mình đang làm cái quái gì ở đây vậy?"" Cuốn tự truyện của anh, I, Me, Mine được đề tặng "cho nhũng người làm vườn ở khắp nơi". Cựu phụ trách truyền thông của The Beatles, Derek Taylor, đã giúp đỡ Harrison viết cuốn sách này với chỉ một chút thông tin về ban nhạc, còn lại là những chia sẻ về sở thích, âm nhạc và ca từ của Harrison. Taylor bình luận: "Không phải là George không thừa nhận The Beatles... nhưng mà nó đã là từ rất lâu rồi và chỉ là một phần nhỏ trong cuộc đời của cậu ấy."
Harrison cũng là người rất quan tâm tới xe hơi thể thao và các cuộc đua xe phân khối lớn. Ông là một trong số 100 người đã từng mua chiếc siêu xe McLaren F1. Ông cũng sưu tập ảnh các loại xe đua cùng các tay đua nổi tiếng từ khi còn trẻ, và năm 12 tuổi Harrison đã đi đua lần đầu tiên trong cuộc đua British Grand Prix năm 1955 tại Aintree Racecourse. Ông từng sáng tác ca khúc "Faster" để tôn vinh 2 tay đua F1 là Jackie Stewart và Ronnie Peterson. Việc phát hành ca khúc này được dành cho hoạt động tưởng niệm Gunnar Nilsson, sau khi tay đua người Thụy Điển qua đời vì ung thư vào năm 1978. Siêu xe đầu tiên của Harrison, chiếc Aston Martin DB5 1964, được bán đấu giá vào ngày 7 tháng 12 năm 2011 tại London; một người sưu tầm vô danh các vật phẩm của The Beatles đã trả chiếc xe mà Harrison mua năm 1965 này với giá 350.000 £.

### Mối quan hệ với các Beatle khác

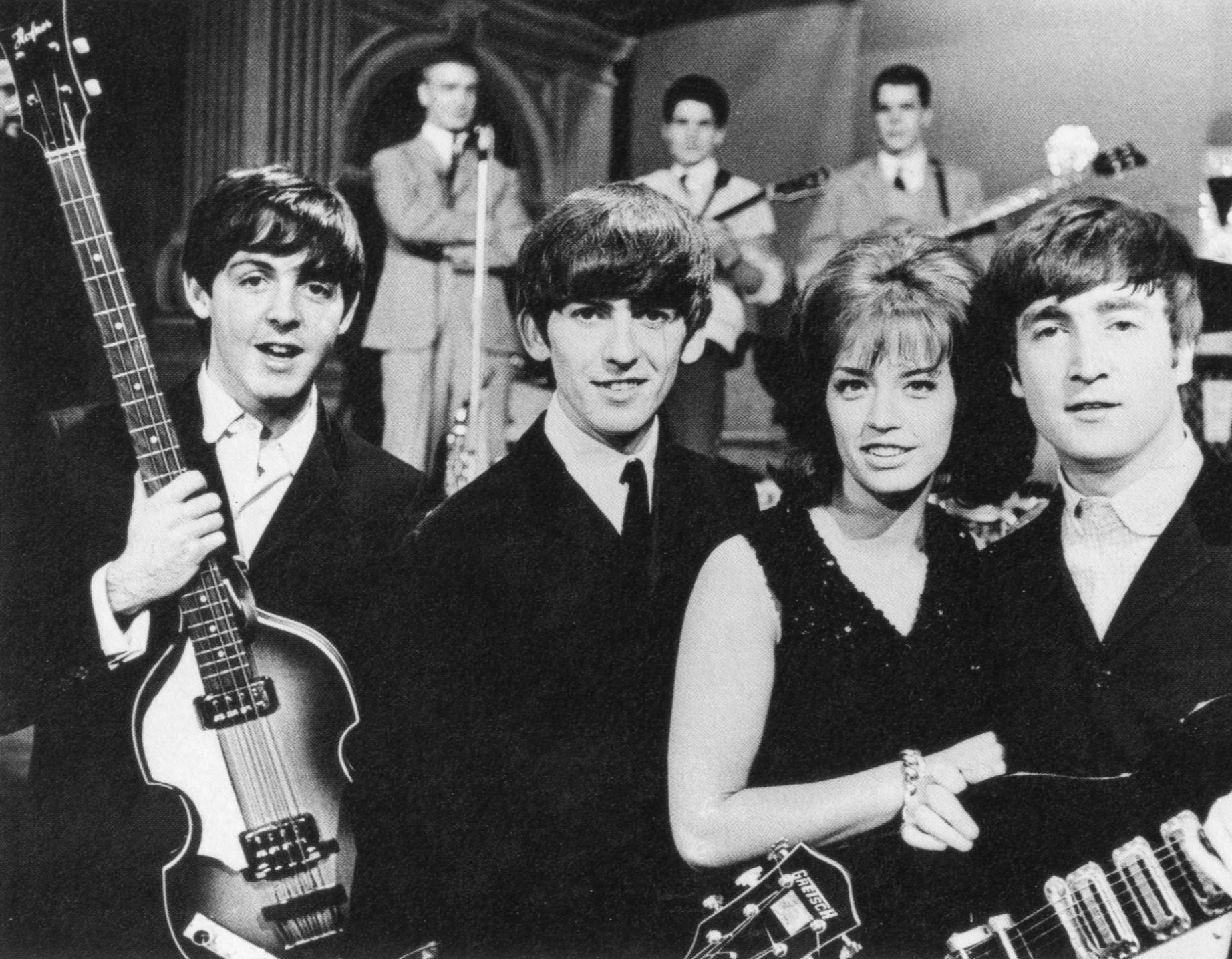
Harrison (thứ 2 từ trái sang) cùng The Beatles và Lill-Babs trên chương trình truyền hình Drop-In của Thụy Điển vào năm 1963

Trong suốt hầu hết thời kỳ của The Beatles, mối quan hệ giữa các thành viên là rất khăng khít. Theo Hunter Davies, "The Beatles sử dụng cuộc sống của họ không phải để sống cùng nhau, mà để cùng sống một cuộc sống giống nhau. Họ đều là những người bạn tốt nhất của nhau." Pattie Boyd cũng từng miêu tả mỗi Beatles "thuộc về nhau" như thế nào, và thừa nhận "George có cả đống thứ với họ mà tôi không hề được biết. Không một ai, kể cả những người vợ, có thể xen vào và hiểu được điều đó."
Starr nói: "Chúng tôi luôn để ý lẫn nhau và chúng tôi thường cười lớn bên nhau. Hồi đó chúng tôi được sử dụng cả một hệ thống khách sạn hoành tráng, rồi được thuê nguyên cả tầng, song rốt cuộc chúng tôi chỉ sử dụng mỗi một chiếc phòng tắm, cũng chỉ để lúc nào cũng ở bên nhau." Ông cũng nói thêm: "Đó là những khoảnh khắc vô cùng yêu thương giữa bốn con người: căn phòng ở đây và ở kia, thực sự gần gũi. Có 4 chàng trai vô cùng quý mến nhau. Điều đó thực sự xúc động."
Lennon kể lại mối quan hệ giữa ông và Harrison như kiểu "giữa một môn đệ và một người thầy... cậu ấy cứ như thể là học trò của tôi vậy mỗi khi chúng tôi bắt đầu làm việc." Cả hai sau đó cùng nhau khám phá ra LSD, và cùng tìm thấy những điểm chung về tâm hồn. Cuối cùng họ lại đi theo hai con đường khác nhau: Harrison tìm thấy Đấng tối cao, còn Lennon thì đi tới kết luận rằng con người chỉ là sản phẩm do chính họ tạo ra. Harrison gọi Lennon "vừa là một thiên thần, vừa là một gã đểu".
McCartney là Beatle đầu tiên mà Harrison gặp khi họ cùng đi xe bus tới trường, cùng nhau học và thử nghiệm những hợp âm guitar mới. McCartney nói ông vẫn thường ở cùng với Harrison mỗi khi ban nhạc đi lưu diễn. McCartney chính là phù rể cho đám cưới của Harrison vào năm 1966 và là Beatle duy nhất có mặt tại buổi lễ. McCartney từng gọi Harrison là "người em trai". Năm 1974, trong buổi phỏng vấn với Alan Freeman trên đài BBC, Harrison lại nói: "McCartney đã hủy hoại sự nghiệp guitar của tôi." Có lẽ trở ngại lớn nhất trong việc tái hợp The Beatles sau cái chết của Lennon chính là mối quan hệ trục trặc giữa McCartney và Harrison khi cả hai đều thừa nhận rằng người kia có vấn đề. Rodriguez bình luận: "Cho tới tận những ngày cuối cùng của George, mối quan hệ giữa họ vẫn không rõ ràng."

### Hoạt động xã hội
Harrison hoạt động vì nhân đạo và chính trị trong suốt cuộc đời mình. Trong suốt những năm 60, The Beatles đã ủng hộ những cuộc biểu tình phản đối chiến tranh Việt Nam. Sau khi ban nhạc tan rã, Ravi Shankar đã từng tham vấn Harrison cách để quyên góp tiền ủng hộ những nạn nhân của cơn bão khủng khiếp Bhola vào năm 1970 tại Bangladesh và của cuộc chiến giành độc lập ở đất nước này. Harrison đã tiến hành thu âm ca khúc "Bangla Desh", rồi thúc ép Apple Records cùng phát hành nó với ca khúc "Joy Bangla" của Ravi Shankar nhằm tạo quỹ ủng hộ. Shankar cũng đề xuất với Harrison việc tổ chức một chương trình từ thiện nhỏ tại Mỹ, và Harrison đã đáp lại bằng chương trình Concert for Bangladesh với số tiền thu được lên tới 240.000 $ – một con số khủng khiếp vào thời điểm đó. Tháng 7 năm 1972, UNICEF tôn vinh Harrison và Shankar bằng giải thưởng "Child Is the Father of Man" cho những đóng góp nhằm giảm thiểu thiệt hại tại Bangladesh.
Quỹ hoạt động nhân đạo George Harrison cho UNICEF – được xây dựng từ đóng góp của gia đình Harrison và quỹ UNICEF tại Mỹ – ủng hộ những chương trình giúp đỡ trẻ em gặp những vấn đề nhân đạo. Tháng 12 năm 2007, quỹ này đã ủng hộ 450.000$ cho nạn nhân của cơn bão Sidr ở Bangladesh. Ngày 13 tháng 10 năm 2009, Giải thưởng nhân đạo George Harrison lần thứ nhất đã được trao cho Ravi Shankar vì những cố gắng bảo vệ cuộc sống của trẻ em và cả những đóng góp từ chương trình Concert for Bangladesh.

## Sự nghiệp điện ảnh
Năm 1973, Peter Sellers giới thiệu Harrison tới nhà sản xuất Denis O'Brien. Không lâu sau, cả hai bắt đầu hợp tác kinh doanh. Năm 1978, trong một nỗ lực phát hành bộ phim Monty Python's Life of Brian, họ quyết định tiến tới thành lập hãng sản xuất và phân phối phim mang tên HandMade Films. Harrison giải thích: "Nguồn gốc của cái tên nghe một chút hài hước. Tôi lúc đó đang ở Wooky Hole vùng Somerset... gần một nhà máy cũ chuyên sản xuất giấy mà họ đang hướng dẫn tôi cách chèn lớp giấy lót lên trên tờ giấy gốc. Tôi mua một vài cuộn, và chúng được ghi dưới nhãn "British Handmade Paper"... Và thế là chúng tôi nói... vậy thì nên đặt tên là HandMade Films."
Cơ hội đầu tư đã tới với họ khi hãng EMI Films quyết định rút lại khoản chi theo yêu cầu của giám đốc điều hành Bernard Delfont. Harrison liền nắm lấy việc sản xuất Life of Brian khi chấp nhận thế chấp ngôi nhà của mình mà Idle gọi là "thứ đắt nhất mà người xem từng có thể phải trả cho chiếc vé xem phim của mình". Bộ phim thu về được khoảng 21 triệu $ tại Mỹ. Bộ phim đầu tiên được HandMade phát hành là The Long Good Friday (1980), và bộ phim đầu tiên mà hãng trực tiếp sản xuất là Time Bandits (1981) với phần kịch bản được viết bởi Terry Gilliam và Michael Palin từ Monty Python. Bộ phim trên cũng có một sáng tác của Harrison là "Dream Away" cho phần ca khúc kết thúc phim. Time Bandits trở thành bộ phim thành công nhất của hãng về mặt doanh thu cũng như chuyên môn; với kinh phí vỏn vẹn 5 triệu $, họ đã thu về được 35 triệu $ chỉ sau đúng 10 tuần công chiếu.
Harrison đứng tên là nhà sản xuất cho 23 bộ phim của HandMade, trong đó có Mona Lisa, Shanghai Surprise và Withnail and I. Ông cũng thỉnh thoảng xuất hiện trong các vai diễn khách mời, chẳng hạn như vai ca sĩ hộp đêm trong phim Shanghai Surprise (ông thu 5 ca khúc với bộ phim này). Theo nhà nghiên cứu Ian Inglis "vai trò sản xuất [của Harrison] với HandMade Films đã giúp đỡ nhiều nền điện ảnh nước Anh trong thời kỳ khó khăn qua việc thực hiện hàng loạt những bộ phim đáng nhớ nhất của thập niên 80." Tuy nhiên, việc bùng nổ của phim truyền hình vào cuối những năm 80 đã dẫn tới việc HandMade ngừng hoạt động vào năm 1991 và tới năm 1994, hãng phim bị rao bán.

## Tôn vinh
Năm 1965, The Beatles sớm được trao danh hiệu Hoàng gia MBE. Họ được nhận huy hiệu Hoàng gia từ Nữ hoàng và được mời tới Điện Buckingham vào ngày 26 tháng 10. Năm 1970, ban nhạc được trao Giải Oscar cho nhạc phim hay nhất trong bộ phim Let It Be. Tiểu hành tinh 4149 Harrison được phát hiện vào năm 1984 được đặt tên theo George. Tháng 12 năm 1992, Harrison trở thành người đầu tiên được tôn vinh tại Billboard Music Awards – một giải thưởng cao quý dành cho nghệ sĩ có nhiều đóng góp quan trọng. Tạp chí Rolling Stone cũng xếp ông ở vị trí số 11 trong danh sách "100 tay guitar vĩ đại nhất".
Năm 2002, kỷ niệm 1 năm ngày mất của ông, Concert for George được thực hiện tại Royal Albert Hall. Eric Clapton là người đứng ra tổ chức chương trình với sự cộng tác của rất nhiều người bạn và đồng nghiệp của Harrison trước đây, trong đó có cả McCartney và Starr. Eric Idle, người từng miêu tả Harrison như "một trong số những con người tuyệt vời mà rock and roll từng tạo nên", cũng tới trình diễn ca khúc "Lumberjack Song". Phần tiền bán vé thu được dành hết cho hoạt động từ thiện của Quỹ Material World Charitable Foundation.
Năm 2004, Harrison được vinh danh tại Đại sảnh Danh vọng Rock and Roll với lời dẫn của 2 người bạn thân Lynne và Petty, và sau đó tại Đại lộ Danh vọng Madison Square Garden trong buổi trình diễn Concert for Bangladesh vào năm 2006. Ngày 14 tháng 4 năm 2009, Phòng thương mại của thành phố Hollywood quyết định tôn vinh ông tại Đại lộ Danh vọng Hollywood với ngôi sao được đặt ngay trước trụ sở của hãng Capitol Records. McCartney, Lynne và Petty đều có mặt trong buổi lễ khánh thành. Olivia, tài tử Tom Hanks và Idle đều có đôi lời trong buổi lễ, trong khi Dhani nói về chân ngôn của Hare Krishna.
Bộ phim tài liệu George Harrison: Living in the Material World được thực hiện bởi đạo diễn lừng danh Martin Scorsese, phát hành vào tháng 11 năm 2011. Bộ phim bao gồm nhiều bài phỏng vấn Olivia và Dhani Harrison, Klaus Voormann, Terry Gilliam, Starr, Clapton, McCartney, Jim Keltner và Astrid Kirchherr.

## Danh sách đĩa nhạc
- Wonderwall Music (1968)
- Electronic Sound (1969)
- All Things Must Pass (1970)
- Living in the Material World (1973)
- Dark Horse (1974)
- Extra Texture (Read All About It) (1975)
- Thirty Three & 1/3 (1976)
- George Harrison (1979)
- Somewhere in England (1981)
- Gone Troppo (1982)
- Cloud Nine (1987)
- Brainwashed (2002)